# 너의 목소리가 보여 (대한민국의 텔레비전 프로그램)
《너의 목소리가 보여》(약칭: 너목보)는 대한민국의 음악 전문 방송국 엠넷 그리고 tvN에서 방영하는 음악 프로그램이다.

## 개요
일반인 출연자들이 등장하며, 초대 가수는 목소리가 아닌 겉 모습만 보고 실력자와 음치를 가려 낸다.
2021년 10월 1일 방송부터 KBS 2TV 글로벌 뮤빗 방송 시청함과 동시에 멜론 디자인 방송이 도입됨에 따라, 너의 목소리가 보여 방송은 엠넷에서 토요일 본방송으로 시청하는 것으로 변경되었다.

## 진행자
- 이특 : 시즌 1 ~ 현재
- 유세윤 : 시즌 1 ~ 현재
- 김종국 : 시즌 4 ~ 현재

### 과거 진행자
- 김범수 : 시즌 1 ~ 시즌 3

## 진행 방식
초대가수는 각 라운드를 거쳐 최후의 1인을 가려낸다. 최후의 1인이 실력자이면 음원 발매의 기회를 주며, 음치이면 상금 500만원을 지급한다.
2명이상이 팀으로 출연한 경우 출연자 전원이 실력자여야지만 최종 실력자로 판정되며 1명이라도 음치라면 최종 음치로 판정된다.

### 라운드 1:가수의 비주얼
시즌1~3, 시즌9,시즌10:각각의 미스터리 싱어의 소개와 비주얼 만으로 실력자와 음치를 가려내야 한다.
시즌4~7:각 미스터리 싱어 마다 실력자일 경우의 정체와 음치일 경우의 정체를 1개씩 공개한다. 둘중 하나는 미스터리 싱어의 진짜 정체이다.
시즌8: 각 미스터리 싱어마다 3개의 키워드를 공개한다. 실력자라면 3개의 키워드가 모두 진짜이며 음치라면 3개의 키워드가 모두 가짜이다.

### 라운드 2:가수의 립싱크
시즌1~3:각 미스터리 싱어의 립싱크를 보고 직접 부른 실력자와 다른 사람이 부른 음치를 가려내야 한다.
시즌4~5:미스터리 싱어와 립싱크 대타가 동시에 립싱크를 한다. 3인 이상의 팀일 경우 립싱크 대타가 없는 경우도 있다
시즌6~7:미스터리 싱어의 립싱크중 음치의 목소리를 들려준다. 둘중 하나는 미스터리 싱어의 진짜 목소리이다.
시즌8~9:각자 실력자 목소리로 하는 개인 립싱크와 음치 목소리로 하는 단체 립싱크 총 2번의 립싱크를 한다.
시즌10:자기소개 립싱크와 노래 립싱크를 연이어 한다.

### 라운드 3:가수의 증거
시즌1~3:각 미스터리 싱어의 증거의 진위를 판단해야 한다.
시즌4~5:각 미스터리 싱어는 음치수사대나 MC중에서 변호인을 지정한다. 각 변호인은 미스터리 싱어의 노래 소리를 미리 들어볼 수 있으며 담당 미스터리 싱어가 음치더라도 실력자로 변호해야 한다.
시즌6:각 미스터리 싱어당 1명의 MC를 골라 MC가 가진 증거를 확인 할 수 있다.
시즌7:각 미스터리 싱어의 증거 영상이 공개된다.
시즌8: 각 미스터리 싱어의 키워드 중 1개를 골라 상세한 내용을 들어볼 수 있으며 미스터리 싱어에게 고른 키워드에 대한 1가지 질문을 할 수 있다. 실력자는 진실으로만 대답하며 음치는 거짓을 섞어 대답한다.

### 라운드 3:음치의 고백
시즌9: 미스터리 싱어가 직접 음치일 경우의 정체를 고백한다. 실력자 라면 모든 고백이 거짓이며 음치라면 모든 고백이 진실이다.

### 라운드 3:가수의 증인
시즌10: 미스터리 싱어의 너목보 출연을 들은 지인들의 리액션 영상을 보고 실력자와 음치를 가려내야 한다.

## 방영 목록

### 시즌 1
실력자
    음치
| 회차 | 방송일          | 초대연예인     | 음치수사대                                                          | 라운드별 탈락자 및 최후의 1인 | 라운드별 탈락자 및 최후의 1인      | 라운드별 탈락자 및 최후의 1인      | 라운드별 탈락자 및 최후의 1인       | 라운드별 탈락자 및 최후의 1인       | 라운드별 탈락자 및 최후의 1인      | 라운드별 탈락자 및 최후의 1인 | 라운드별 탈락자 및 최후의 1인 | 라운드별 탈락자 및 최후의 1인 |
| 회차 | 방송일          | 초대연예인     | 음치수사대                                                          | 가수의 비주얼                 | 가수의 비주얼                      | 가수의 목소리                      | 가수의 목소리                       | 가수의 립싱크                       | 가수의 립싱크                      | 최후의 진실                   | 최후의 진실                   | 최후의 1인                    |
| ---- | --------------- | -------------- | ------------------------------------------------------------------- | ----------------------------- | ---------------------------------- | ---------------------------------- | ----------------------------------- | ----------------------------------- | ---------------------------------- | ----------------------------- | ----------------------------- | ----------------------------- |
| 1    | 2015년 2월 26일 | 김범수         | 김상혁, 줄리안, 안영미, 김재경, 강용석, 조동욱, 김민정              | 박민서 유리상자 조카          | 김인섭 절대고음 유세윤             | 강병곤 UCC 스타 가수               | 박준임 하춘화 라이벌                | 임바울 노예 9년 김범수              | 이선아 눈물의 장기 연습생          | 김성곤 전주 한옥마을 휘성     | 임제진 호프집 빠바로티        | 박지은 동성로 윤미래          |
| 2    | 2015년 3월 5일  | 박정현         | 김상혁, 줄리안, 안영미, 윤성호, 조현영                              | 김은비 딩동댕 아이유          | 김은비 딩동댕 아이유               | 이예담 리틀 빅마마                 | 방세진 강북 서지원                  | 이성민 뮤지컬 음악 조감독           | 이명진 영턱스클럽 비운의 원조 멤버 | 황치열 아이돌 보컬 트레이너   | 최범열 S대 작곡가             | 차군재 유기농 굼벵이          |
| 3    | 2015년 3월 12일 | 윤민수         | 김상혁, 줄리안, 안영미, 윤성호, 벤, 신아영, 최국, 하민우            | 아몽 마틴 코트디부아르 이승철 | 박철훈 2007 스페인 엑스팩터 16위   | 연지은 HOT 레이싱 모델             | 양성훈 쉘부르 DJ 훈                 | 양성훈 쉘부르 DJ 훈                 | 방성우 울산 나얼                   | 하정현 노래를 사랑한 발레리노 | 김하이 음방 스타 BJ           | 박호용 아니라고 해도 윤민수   |
| 4    | 2015년 3월 19일 | 김태우         | 김상혁, 줄리안, 안영미, 윤성호, 신아영, 정희철                      | 윤영신 음대 통통 아이유       | 서상현 연애호구                    | 서상현 연애호구                    | 임해창 아나운서 출신 X세대 록발라더 | 임해창 아나운서 출신 X세대 록발라더 | 강이슬 횡성 한우 아가씨            | 조성범 제주 이선균            | 나태주 노래하는 이소룡        | 김동균 일본 아이돌 수학강사   |
| 5    | 2015년 3월 26일 | 백지영         | 김상혁, 줄리안, 장동민, 이상준, 배지현, 이영진, 송유빈, 정일훈      | 송우석 노래방 작업남          | 박원종 경산 조승우                 | 박원종 경산 조승우                 | 김기욱 인천 파리넬리                | 김기욱 인천 파리넬리                | 박성윤 근육성대 헬스 트레이너      | 오영주 차세대 CL              | 이진희 너목보 막내작가        | 임동혁 김혜자 손자            |
| 6    | 2015년 4월 2일  | 김연우         | 김상혁, 줄리안, 장동민, 유상무, 벤, 정가은, 이연두, 황치열, 에디 킴 | 강민 음치탈출 넘버원          | 이용문 제약회사 존 레논            | 이용문 제약회사 존 레논            | 장지광 관절은 비보이 성대는 발라더  | 장지광 관절은 비보이 성대는 발라더  | 정현모 한국판 마이클 잭슨          | 박세준 커피 프린스            | 고승형 중랑천 박효신          | 이슬기 케이걸즈 1기 멤버      |
| 7    | 2015년 4월 9일  | 조권, 이창민   | 김상혁, 줄리안, 윤성호, 유상무, 정가은, 이연두, 황치열, 미          | 박정준 행사전문 소방가수      | 조병준 리틀 조정석                 | 조병준 리틀 조정석                 | 허윤 노래하는 파이터                | 허윤 노래하는 파이터                | 이진황 마성 성대 사장님            | 우림 아리아나 랑게            | 정현웅 곰블리 보이스          | 김유림 OST 프린세스           |
| 8    | 2015년 4월 16일 | 장윤정         | 김상혁, 줄리안, 장동민, 윤성호, 벤, 황현희, 김나영, 황치열, 제임스  | 권준연 닥터 프린스            | 원지혜 서울대 월드 미스 유니버시티 | 원지혜 서울대 월드 미스 유니버시티 | 김영철 노래하는 이승엽              | 김영철 노래하는 이승엽              | 이재혁 월세 싱어송 뮤비 감독       | 정진명, 정진욱 쌍비치 형제    | 안제현 편의점 사장            | 이아현 가요제 헌터            |
| 9    | 2015년 4월 23일 | 강균성, 전우성 | 김상혁, 줄리안, 윤성호, 양상국, 벤, 김나영, 황치열, 제임스, 홍경준  | 이승희 노래를 버린 인어공주   | 홍석준 잘생긴 유세윤               | 홍석준 잘생긴 유세윤               | 김기열 노래 택배 CEO                | 김기열 노래 택배 CEO                | 서민철 남포동 꽃경찰 가수          | 아연 칸타빌레 미녀보컬        | 권민제 울산 나얼 저격수       | 리디아 안 디즈니 Sing데렐라   |
| 10   | 2015년 4월 30일 | 이하늘, 정재용 | 김상혁, 줄리안, 윤성호, 유상무, 벤, 손승연, 황치열, 김인석, 이국주  | 홍지명 데프콘 M/V 속 상.탈.남 | 김하은 미스터리 하수빈             | 김하은 미스터리 하수빈             | 김성리 앵코르와트 아이돌            | 김성리 앵코르와트 아이돌            | 김가연 전설의 김프로               | 연지훈 운남성 엑소            | 이안 박진영 도플갱어          | 박민기 줄리안 전 매니저       |
| 11   | 2015년 5월 7일  | 에일리         | 김상혁, 줄리안, 윤성호, 장동민, 현영, 배지현, 정일훈                | 권미희 팔도 유랑 가수         | 목영수 가수를 꿈꾸는 경영후계자    | 목영수 가수를 꿈꾸는 경영후계자    | 김소희 가이드 보컬만 4년            | 김소희 가이드 보컬만 4년            | 김정원 민속촌 소울 거지            | 김성호 완판 웨딩싱어          | 고광욱 치과의사 조성모        | 김민선 광저우 모델            |

| 회차 | 방송명칭                                         | 방송일                  | 패널 | 패널 | 참가자 | 참가자 | 참가자 |
| ---- | ------------------------------------------------ | ----------------------- | --- | --- | --- | --- | --- |
| 12   | 너의 목소리가 보여 스타워즈 별들의 목소리가 보여 | 2015년 5월 14일         | 검은별: 유세윤 (팀장), 줄리안, 유상무, 벤, 신아영 황금별: 김범수 (팀장), 김상혁, 윤성호, 김재경, 에디 킴 | 검은별: 유세윤 (팀장), 줄리안, 유상무, 벤, 신아영 황금별: 김범수 (팀장), 김상혁, 윤성호, 김재경, 에디 킴 | 박지은 (김범수편), 방세진 (박정현편), 황치열 (박정현편), 차군재 (박정현편), 방성우 (윤민수편), 이진희 (백지영편), 정현모 (김연우편), 고승형 (김연우편), 정진명&정진욱 (장윤정편), 권민제 (노을편) | 박지은 (김범수편), 방세진 (박정현편), 황치열 (박정현편), 차군재 (박정현편), 방성우 (윤민수편), 이진희 (백지영편), 정현모 (김연우편), 고승형 (김연우편), 정진명&정진욱 (장윤정편), 권민제 (노을편) | 박지은 (김범수편), 방세진 (박정현편), 황치열 (박정현편), 차군재 (박정현편), 방성우 (윤민수편), 이진희 (백지영편), 정현모 (김연우편), 고승형 (김연우편), 정진명&정진욱 (장윤정편), 권민제 (노을편) |
| 12   | 라운드                                           | 검은별                  | 노래 | 투표수                                                                                                   | 투표수 | 노래 | 황금별 |
| 12   | 1                                                | 방세진 강북 서지원      | 김현성 - 소원                                                                                            | 43 | 57 | 박효신 - 눈의 꽃 | 고승형 중랑천 박효신 |
| 12   | 2                                                | 황치열 임재범이 인정한  | 임재범 - 비상                                                                                            | 71 | 29 | 다비치 - 8282 | 정진명, 정진욱 쌍비치 형제 |
| 12   | 3                                                | 박지은 동성로 윤미래    | 타샤니 - 경고 소찬휘 - Tears                                                                             | 52 (x2)                                                                                                  | 48 | 마이클 잭슨 - Billie Jean | 정현모 한국판 마이클 잭슨 |
| 12   | 립싱크 대결                                      | 유세윤                  | 백지영 - 사랑 안 해                                                                                      | 0 | 80 | 나얼 - 바람기억 | 김범수 |
| 12   | 4                                                | 권민제 울산 나얼 저격수 | 나얼 - 바람기억                                                                                          | 32 | 68 | 나얼 - 같은 시간 속의 너 | 방성우 울산 나얼 |
| 12   | 5                                                | 이진희 너목보 막내작가  | 아이유 - 나만 몰랐던 이야기                                                                              | 72 | 28 | 이지연 - 바람아 멈추어다오 | 차군재 유기농 굼벵이 |
| 12   | 최종결과 322:310으로 검은별 승리                 |                         | | | | | |

### 시즌 2
실력자
    음치
| 회차 | 방송일           | 초대연예인         | 음치수사대                                                               | 라운드별 탈락자 및 최후의 1인   | 라운드별 탈락자 및 최후의 1인       | 라운드별 탈락자 및 최후의 1인         | 라운드별 탈락자 및 최후의 1인         | 라운드별 탈락자 및 최후의 1인      | 라운드별 탈락자 및 최후의 1인    | 라운드별 탈락자 및 최후의 1인      | 라운드별 탈락자 및 최후의 1인         |
| 회차 | 방송일           | 초대연예인         | 음치수사대                                                               | 가수의 비주얼                   | 가수의 비주얼                       | 가수의 립싱크                         | 가수의 립싱크                         | 가수의 립싱크                      | 가수의 증거                      | 가수의 증거                        | 최후의 1인                            |
| ---- | ---------------- | ------------------ | ------------------------------------------------------------------------ | ------------------------------- | ----------------------------------- | ------------------------------------- | ------------------------------------- | ---------------------------------- | -------------------------------- | ---------------------------------- | ------------------------------------- |
| 1    | 2015년 10월 22일 | 신승훈             | 이상민, 김상혁, 줄리안, 윤성호, 장동민, 장도연, 서유리, 한희준           | 정지우 비 사촌동생              | 오세종 아이돌 신승훈                | 박지혁 발라드 베테랑                  | 김민석 세 번째 나얼                   | 이소담 실음과 여교수               | 김청일 고음도사                  | 이영훈 노라조가 될 뻔한 사나이     | 최선아 버클리 소녀                    |
| 2    | 2015년 10월 29일 | 임창정             | 이상민, 김상혁, 줄리안, 윤성호, 유상무, 장도연, 김새롬, 벤, 한희준, 율희 | 신서우 폰포츠 안영미            | 최누리 가르마 어떠션                | 이상훈 고대 정형돈                    | 이상훈 고대 정형돈                    | 정혜원 유재석 처제                 | 조엘 웨슬리 스나입스             | 허영현 케이윌 대리                 | 한여울 토론토 민국이                  |
| 3    | 2015년 11월 5일  | 인순이             | 이상민, 김상혁, 박휘순, 박나래, 정가은, 공서영, 천지                     | 조영명 부경대 윤건              | 홍의선 근육 범수                    | 김영후 노래하는 간고등어              | 김영후 노래하는 간고등어              | 김예슬 꾀꼬리 체대여신             | 류무형 엄정화 댄서               | 한수지 무호흡 휘트니               | 조준범 몸짱밴드 300보컬               |
| 4    | 2015년 11월 12일 | 케이윌             | 이상민, 김상혁, 박휘순, 김효진, 벤, 안혜경, 한희준                       | 김규림 의정부 아이비            | 박수호 엠씨 더 잡스                 | 추화정 8등신 이선희                   | 추화정 8등신 이선희                   | 신현우 춤추는 나얼                 | 신민규 랩되고 노래되는 윤도현    | 이승규 노래되고 랩되는 김동률      | 김동하 컬투 매니저 케이윌             |
| 5    | 2015년 11월 19일 | 다이나믹 듀오      | 이상민, 김상혁, 박휘순, 홍현희, 벤, 키썸, 신사동호랭이, 율희             | 이일송 언프리티 Song 스타       | 조하율 제시보다 쎈 언니             | 김기태 도수 높은 허스키 33년산        | 김기태 도수 높은 허스키 33년산        | 문성준 LAST 7사단 나얼             | 차민수 K-POP 전도사 시아민수     | 김자영 싱어송라이터 홍대 마녀      | 정구한 조용필 가이드 보컬             |
| 6    | 2015년 11월 26일 | 환희               | 이상민, 김상혁, 박휘순, 장도연, 유성은, 공서영, 신사동호랭이, 한희준     | 최영관 수자원공사 신바람 최박사 | 서정현 2PM을 포기한 한 남자         | 권혁준 무역회사 소시 유리 오빠        | 권혁준 무역회사 소시 유리 오빠        | 장병훈 레이디 가가의 친구의 친구   | 이수정 중국 수지                 | 김관호 부활이 될 뻔 한 감성 전도사 | 김혜정 발라드 춘향이                  |
| 7    | 2015년 12월 3일  | 김조한             | 이상민, 김상혁, 박휘순, 김지민, 벤, 최희, 신사동호랭이, 한희준           | 신재원 이승기 클래스 꽃교생     | 송민곤 정엽 캠핑 친구               | 박원일 빵 터지는 제빵사               | 박원일 빵 터지는 제빵사               | 구혜연 지코와 작업한 Girl          | 김용진 볶음밥 3년차 올드보이스   | 신주로 삼계리 토종 소울            | 정현욱 김조한이 번호 따간 보이스      |
| 8    | 2015년 12월 10일 | 브라운 아이드 걸스 | 이상민, 김상혁, 박휘순, 장도연, 벤, 안혜경, 신사동호랭이, 김범수         | 이건 제아가 될 뻔한 택배돌      | 박진영 불광동 버블맘                | 유경모 아이돌 세 번 거절한 간 큰 남자 | 유경모 아이돌 세 번 거절한 간 큰 남자 | 김화영 여의도동 20번지 상사맨      | 오다현 신주쿠 요조 상            | 문수진 여고생 와인하우스           | 이가람 서태지 앞에서 노래한 넬 라이벌 |
| 9    | 2015년 12월 17일 | 휘성               | 이상민, 김상혁, 박휘순, 홍윤화, 벤, 공서영, 쇼리 J, 한희준               | 조민재 터보 성대 김종국         | 박준영 괌 지르는 민박집 주인장      | 손웅 종합병원 나훈아                  | 손웅 종합병원 나훈아                  | 박의찬 UCC 스타 어벤져스           | 이대혁 육룡이 나르샤 조명감독    | 박솔이 미녀교관 허숙희             | 임동우 휘성까지 생각했어              |
| 10   | 2015년 12월 24일 | 거미               | 이상민, 김상혁, 박휘순, 장도연, 손승연, 최희, 한희준                     | 김유리 청담동 독거미            | 윤이나 자갈치 마돈나                | 박현성 전국 9등 수능 1등급 보이스     | 박현성 전국 9등 수능 1등급 보이스     | 박창수 버클리 레이철수             | 임후정 연대 의대 아델            | 이윤아 성대에 한 맺힌 사과 아가씨  | 박성록 거미 잡는 꽃순경               |
| 11   | 2015년 12월 31일 | 조성모             | 이상민, 김상혁, 김나영, 김지민, 벤, 장수원, 박준수, 아프로 밴드          | 윤기훈 노래하는 자유로 귀신     | 채보훈 병신년 록스타                | 박민구 달콤 살벌한 100kg 조성모       | 박민구 달콤 살벌한 100kg 조성모       | 박유진 天의 목소리 승무원          | 설하윤 불멸의 연습생! S양        | 이규라 아시나요? 2호선 미친개      | 유병도 나름 가수다 변호사 조성모      |
| 12   | 2016년 1월 7일   | 신혜성             | 이상민, 김상혁, 박휘순, 김지민, 홍진경, 장수원, 브라이언, 김일중         | 김윤배 기계설비공 김씨더맥스    | 정현욱 유치원에 간 뽀선희           | 이승환 신화창조가 낳은 BABY           | 이승환 신화창조가 낳은 BABY           | 이원미 백지영이 강추한 댄서 백선생 | 홍이삭 정글에서 돌아온 원시 소울 | 이예은 거제 아이에유               | 오두석 서태지를 사랑한 세계 챔피언    |
| 13   | 2016년 1월 14일  | 윤종신             | 장동민, 김지민, 박휘순, 김효진, 김나영, 윤태진, 장수원, 조정치, 오현민   | 이승규 잠실 깔깔이              | 이태형 015B가 되고 싶었던 꼬마 룰라 | 민동성 박진영의 육성영재 패밀리       | 민동성 박진영의 육성영재 패밀리       | 김성배 도시은행 월급 윤종신        | 박다혜 치킨집 얼짱녀             | 박재형 아현고 4대 천왕             | 황석빈 L*트윈스 무적 로커             |
| 14   | 2016년 1월 21일  | 이재훈             | 이상민, 김상혁, 박휘순, 김지민, 이하늘, 벤, 맹승지, 한희준, 김일중       | 민대홍 쿨~한 비운의 버즈 멤버   | 김선우 사이버 여가수 1호 류시아     | 김주영 설리를 설레게 한 최강 오빠     | 김주영 설리를 설레게 한 최강 오빠     | 전상근 응답하라 삼천포             | 이상호 아수라 백작               | 박민영 알렉산더 노래왕             | 이원탐 노래하는 대치동 가위손         |

### 시즌 3
실력자
    음치
| 회차 | 방송일          | 초대연예인           | 음치수사대                                                                         | 라운드별 탈락자 및 최후의 1인                 | 라운드별 탈락자 및 최후의 1인                       | 라운드별 탈락자 및 최후의 1인                    | 라운드별 탈락자 및 최후의 1인             | 라운드별 탈락자 및 최후의 1인                                                   | 라운드별 탈락자 및 최후의 1인                 | 라운드별 탈락자 및 최후의 1인                      | 라운드별 탈락자 및 최후의 1인 |
| 회차 | 방송일          | 초대연예인           | 음치수사대                                                                         | 가수의 비주얼                                 | 가수의 비주얼                                       | 가수의 립싱크                                    | 가수의 립싱크                             | 가수의 증거                                                                     | 가수의 증거                                   | 최후의 1인                                         |                               |
| ---- | --------------- | -------------------- | ---------------------------------------------------------------------------------- | --------------------------------------------- | --------------------------------------------------- | ------------------------------------------------ | ----------------------------------------- | ------------------------------------------------------------------------------- | --------------------------------------------- | -------------------------------------------------- | ----------------------------- |
| 1    | 2016년 6월 30일 | 박진영               | 이상민, 장도연, 김상혁, 한희준, 배윤정, 예은, 진영                                 | 허주희 대세 걸그룹 원년멤버                   | 강주원 샤이니 민호 사촌동생                         | 배지미 26번 버스 꽃기사                          | 미오 진짜 UCC스타 어벤져스                | 김준휘 압구정 허도사                                                            | 제임스 중국 화장품 CEO                        | 권혁준 고성방가 사다리차 기사                      |                               |
| 2    | 2016년 7월 7일  | 최민수               | 이상민, 장도연, 김상혁, 한희준, 딘딘, 창민, 이현, 스테파니, 박승수, 박변계, 박의정 | 김축복 나 지금 떨고 있니? 노래시계            | 박향록 가수가 되고 팠던 피아니스트                  | 이주희 엇갈린 101 나대신 유연정                  | 박지남 조인성 패밀리 천호동에서 생긴 일   | 정소리 인간문화재 손녀                                                          | 장상영 카이스트 노래하는 개                   | 김진엽 신의 올인 고대 장학생                       |                               |
| 3    | 2016년 7월 14일 | 원더걸스             | 이상민, 장도연, 김상혁, 한희준, 김흥국, 김일중 이지혜, 박준수, 제임스              | 라임 베트남 국민 여동생 원더풀걸스            | 유엔젤 보이스 앙드레김이 선택한 엘레강스돌          | 힐라 할레비 케이팝 성지순례 엠카 방청객          | 케이준 맛있는 소리 먹방 CF 끝판왕         | 김민정 추억의 칠공주                                                            | 황태익 전설의 관상                            | 장승철 조권과 공연한 뮤지컬 여장배우               |                               |
| 4    | 2016년 7월 21일 | 김윤아               | 이상민, 장도연, 김상혁, 한희준, 스테파니, 김효진, 한해, 김진엽                     | 박건우 동남아 순회공연을 마친 전직 아이돌     | 조현진 특종을 노래하는 여기자                       | 한은비 1+1 트랜스 성대                           | 이정은 슈퍼스타 디자이너                  | 이재원 응원하고 싶은 옆동네 음악대장                                            | 조준희 심폐소생 보이스 연대의대생             | 이결 전설의 미스터 봉                              |                               |
| 5    | 2016년 7월 28일 | 정준영               | 이상민, 장도연, 김상혁, 한희준, 딘딘, 스테파니, 김효진, 주니엘, 정인영, 박경, 태일 | 우제성 혁오 절친 밴드                         | 윤종훈 알프스 청정보이스 요들레이 청년              | 방석원 일본에서 온 나얼                          | 이경환 김범수보다 먼저 카네기홀에 선 남자 | 김정욱 슈퍼주니어 K군 동생                                                      | 이선빈 OCN 38사기동대 서인국의 그녀           | 최설화 경희대여신 가무 스테파니                    |                               |
| 6    | 2016년 8월 4일  | 제시                 | 이상민, 장도연, 김상혁, 한희준, 김흥국, 배윤정, 정인영, 최희, 신보라, 김지아       | 윤용빈 EXO를 거절한 쎈 오빠                   | 안준민 귀요미송 작곡가                              | 김준수 인간문화재 수제자 속사포 JS               | 양영웅 프로가창러 조세호                  | 안지영 춤반 노래반 반포동 제시                                                  | 이창현 유세윤이 추천하는 노래하는 포청천      | 박준석 윤종신의 음악노예                           |                               |
| 7    | 2016년 8월 11일 | 윤상                 | 이상민, 장도연, 김상혁, 한희준, 김지민, 박규리, 돈 스파이크, 스페이스 카우보이     | 서보성 서산 소의사                            | 김영술 & 이삼남 87강변가요제 부부                   | 민요한 전국순회 아재성악단 막내                  | 김세은 성신여대 강수지                    | 전용운 경호원 돈 스파이크                                                       | 홍동우 음치 2명을 우승시킨 너목보 립싱크 대타 | 이인우 염창동 윤상                                 |                               |
| 8    | 2016년 8월 18일 | 존 박                | 이상민, 장도연, 김상혁, 한희준, 딘딘, 돈 스파이크, 김소희, 강유미                  | 장형민 So Ganzi 객원 보컬                     | 김영종 Mnet 마스코트 나는 MPD다                     | 이민 & 임대헌 2AM이 될뻔한 2시 30분              | 김주현 클럽에서 섭외한 섹소폰 존박        | 문하늘 만병통치 보이스 서울대 의대생                                            | 신다원 이상민이 놓친 4년 전 그녀              | Joseph Busto 오하이오주립대 한국어과 11학번 최준섭 |                               |
| 9    | 2016년 8월 25일 | Jun. K & 닉쿤 & 우영 | 이상민, 장도연, 김상혁, 한희준, 김흥국, 벤, MC딩동, 박지윤, 정예인                 | 셰리 LA 종합병원 윤미래                       | 박영우 13년간의 수행을 마친 나올 선생               | 박원호 & 하진우 너목보가 만든 2PM 헌정그룹 3PM   | 이지애 티아라 원년멤버                    | 정도영 장우영 첫사랑                                                            | 임진강 & 이기창 해병대 음악전우               | 유정우 이우렬이 추천한 실력자                      |                               |
| 10   | 2016년 9월 1일  | 손호영 & 김태우      | 이상민, 장도연, 김상혁, 한희준, 딘딘, 김지민, 벤, 박지윤, 김소희, 주석, 키스       | 소울스타 보이즈 투 맨이 극찬한 보이즈 쓰리 맨 | 홍본영 중국 뮤지컬 퀸                               | 추준호 어머님은 가수가 싫다고 하셨어 서울대 차석 | 장용 연습생을 포기한 tvN 막내작가         | 선우성 & 서재원 & 김건중 & 김태양 & 김태근 너목보가 만든 god 헌정그룹 갓 보이스 | 이도희 서울공연예고 보컬클래스 2학년          | 구정현 나도 가수다! 실음과 임재범 교수             |                               |
| 11   | 2016년 9월 8일  | 아이오아이           | 이상민, 장도연, 김상혁, 한희준, 벤, 김소희, 박준형, Jun. K, 이수민, 윤채경         | 양중은 담양의 아들                            | 신성혁 & 김진환 노래 좀 하는 오빠들 꽃미남 밴드 181 | 정시혁 화가 난다! 앵그리 싱어                    | 이정석 메인작가 히든카드                  | 정턱 & 오다길 & 이헤라 새보컬 영입 슈퍼쾌남 & 여의주                            | 양인준 J고 그 오빠                            | 메이트리 세계 합창 대회 금메달리스트               |                               |
| 12   | 2016년 9월 15일 | 다비치               | 이상민, 장도연, 김상혁, 한희준, 딘딘, 벤, 정인영, 박준형, 강남                     | 이석우 노래하는 모델 빼빼로티                 | 신예지 장기화와 흥부자들                            | 구슬이 & 여나임 & 김정연 쓰리비치                | 홍성원 와~ 세다! 이적짱                   | 쿤타 자메이카에서 온 밥 멀리                                                    | 코드브이 오리콘차트 3위 일본아이돌            | 여랑 국악 걸그룹                                   |                               |

### 시즌 4
실력자
    음치
| 회차 | 방송일          | 초대연예인               | 음치수사대                                                               | 라운드별 탈락자 및 최후의 1인               | 라운드별 탈락자 및 최후의 1인             | 라운드별 탈락자 및 최후의 1인                  | 라운드별 탈락자 및 최후의 1인                        | 라운드별 탈락자 및 최후의 1인                       | 라운드별 탈락자 및 최후의 1인                                    |
| 회차 | 방송일          | 초대연예인               | 음치수사대                                                               | 가수의 비주얼                               | 가수의 립싱크                             | 가수의 립싱크                                  | 가수의 증거                                          | 가수의 증거                                         | 최후의 1인                                                       |
| ---- | --------------- | ------------------------ | ------------------------------------------------------------------------ | ------------------------------------------- | ----------------------------------------- | ---------------------------------------------- | ---------------------------------------------------- | --------------------------------------------------- | ---------------------------------------------------------------- |
| 1    | 2017년 3월 2일  | 김종국                   | 김상혁, 채연, 김정남, 마이키, 천명훈, 신동, 장도연, 김나영, 허영지, 솔빈 | 황현준 실력자 향기 나는 구두 판매원         | 아드리아 코스타 실력자 베를린 김추자      | 제업 현직 아이돌 실력자 메인 보컬              | 이성진 무대에서 김종국을 스쳐간 한 남자              | 최병화 폐활량만 뛰어난 음치 다이버                  | 현규비 격투기 음치 라운드 걸                                     |
| 2    | 2017년 3월 9일  | 하하 & 스컬              | 김상혁, 김정남, 천명훈, 신동, 장도연, 솔빈, 지상렬, 김청하, 지조         | 김다운 싱어송라이터 김상병                  | 마리아 싸이와 M/V 찍은 음치 브라질 모델   | 김경현 전설의 노래방 18번 가수                 | 탁홍주 하하 절친 타우 추천 음치                      | 박예니 하버드 연기과 실력자                         | 라비 1학년 2반 국어 2등 음치 콩고왕자                            |
| 3    | 2017년 3월 16일 | 코요태                   | 김상혁, 신동, 장도연, 솔빈, 박미선, 노유민, 박휘순, 김소희, 신현우       | 나오미 머라이어 캐리가 인정한 실력자 양평댁 | 김영남 대기업 회식가수 실력자 김대리      | 정재민 노라조 뮤직비디오 주인공 실력자         | 최아름 음대 출신 음치 박치                           | 김민규 노래 좀 하는 시그널 황의경                   | 한건 왕부터 군졸까지 음치 사극배우                               |
| 4    | 2017년 3월 23일 | GOT7 (잭슨 제외)         | 김상혁, 이상민, 박준형, 신동, 장도연, 소미, 설하윤, 지조                 | 원유빈 유승호와 영화 찍은 음치 배우         | 드림걸스 비욘세를 꿈꾸는 투욘세           | DJ 한민 음원수익 1억 음치 작곡가               | 최진호 인도에서 온 버스커                            | 백승열 빵 터지는 음치 제빵사                        | 심규혁 & 이동훈 너목보가 만든 갓2                                |
| 5    | 2017년 3월 30일 | 린                       | 김상혁, 이상민, 박준형, 신동, 장도연, 소미, 제아, 단지                   | 한소아 중국 나가수 비운의 실력자            | 유승훈 그냥 23세 음치                     | 루이스 초이 성량 폭발 성악가                   | 김달우 실력자 진도 어부                              | 조윤정 god 콘서트 음치 립싱크 코러스                | 전하영 경희대 에일리                                             |
| 6    | 2017년 4월 6일  | 로이 킴                  | 김상혁, 이상민, 신동, 장도연, 신보라, 김재우, 주우재, 효정               | 로민 카자이 진짜 서프라이즈 음치 재연 배우  | 한제원 연습생 출신 건축가 로이킴          | 방현아 민아의 실력자 언니                      | 김재은 판소리하는 미스 춘향                          | 신호림 R&B 실력자 미스터 꾸부리                     | 김단율 3단 케이크 음치 파티시에                                  |
| 7    | 2017년 4월 13일 | 토니 안 & 강타           | 김상혁, 이상민, 신동, 장도연, 천명훈, 홍석천, 제이민, 유재환, 수민       | 짐 터너 음치 전문 보컬 트레이너             | 조준영 SM 전문 음치 작곡가                | 박준희 순천 강타                               | 김예린 보컬 트레이너가 반한 미스코리아 실력자        | 오동원 군 입대 일주일 전 나얼                       | 유가연 & 한혜영 음치 쇼호스트와 대식가                           |
| 8    | 2017년 4월 20일 | 희철, 예성 & 신동        | 김상혁, 이상민, 박준형, 장도연, 샘 오취리, 벤, 차오루                    | 김현수 아홉수 음치의 운수 좋은 날           | 장현기 대만판 슈스케 TOP 11 실력자        | 이소민 식품 전문 음치 쇼호스트                 | 이하린 공주 전문 뮤지컬 배우                         | EXP EDITION 한국에 데뷔하러 온 뉴요커               | Joe Song 강화도 음치 영어강사 조                                 |
| 9    | 2017년 4월 27일 | EXID (솔지 제외)         | 김상혁, 김종민, 신동, 신사동호랭이, 장동민, 장도연, 한희준, 예지, 솔빈   | 전예경 실력자 강화도 하니                   | 임서진 &김예훈 노래하는 자이언티와 지창욱 | 인선교 아마존 훈련에서 돌아온 실력자 육군 대위 | 류기행 청주 재래시장 실력자 야생화                   | 최성훈 땡로랑 음치 디자이너                         | 김희수 약도 없는 음치 약대생                                     |
| 10   | 2017년 5월 4일  | 하이라이트 (이기광 제외) | 김상혁, 이상민, 신동, 문세윤, 장도연, 차오루, 니엘                       | 김지수 미친 복근 음치 헬스 트레이너         | 박성연 김종국이 추천한 실력자             | 전태호 실력자 반도체 엔지니어                  | 서석진, 정성철, 이승유 실력자 양요섭과 아이들        | 김바울 울화통 터지는 음치 전화상담원                | 정사강, 이은성 보이스 키즈 출신 실력자들                         |
| 11   | 2017년 5월 11일 | 룰라                     | 김상혁, 박준형, 홍록기, 성대현, 신동, 장도연, 김소희, 나영               | 이은주 천하장사 마돈나                      | 서채우 꼬마 룰라 실력자                   | 서항 채무상환 중인 전직 음반제작자             | 김윤아 룰라 커버 공연단 음치                         | 장형우 청담동 음치 수학 강사                        | 이지혜 빌보드 차트 1위 실력자                                    |
| 12   | 2017년 5월 18일 | 김원준                   | 김상혁, 최할리, 이상민, 김진, 붐, 신동, 장도연                           | 이성신 실력자 팝페라 가수                   | 간톨가 히식두렌 몽골판 슈스케 우승자      | 련진 음치에서 실력자가 된 폴 댄스 강사         | 전가영 & 이은비 사이즈만 XXL 음치 모델               | 에디 성룡에게 액션배우로 캐스팅된 실력자            | 김남호 D-5 결혼하는 뮤지컬 배우                                  |
| 13   | 2017년 5월 25일 | 트와이스                 | 김상혁, 박준형, 이상민, 붐, 신동, 장도연, 조권, EaJ                      | 박다은 도쿄에서 온 7년 장기 연습생          | 이희준 음정 치료 필요한 간호학과 2학년    | 가브리엘 음치 C*속옷 모델                      | 김효영 신촌 신용재                                   | 시민섬 이대 앞 카페 인기남 음치 '그 알바'           | 홍남회 & 안성현 & 김동영 같은 식당 셰프 매니저 설거지 MSG 워너비 |
| 14   | 2017년 6월 1일  | 김경호                   | 김상혁, 박준형, 홍록기, 이상민, 성대현, 신동, 장도연, 황보미             | 이정빈 명지대학교 체육과 음치 교수          | 선비 실력자 드라마 음악 감독              | 양준혁 취업난을 이겨낸 음치 C* 신입사원        | 진보라 음치 뷰티 모델                                | 오상은 이특의 SM 선배 실력자                        | 김건 펜타포트 록 페스티벌 오프닝 가수                            |
| 15   | 2017년 6월 8일  | FT아일랜드               | 김상혁, 이상민, 신동, 장도연, 강남, 솔빈, 로운                           | 박태정 비투비가 될 뻔한 실력자              | 문경탁 10만 팔로워 엑소 커버남 음치       | 김나현 힙합 하는 홍기의 필라테스 선생님        | 이민영 실용무용학과 음치 여고생                      | 김동희 한국 복싱 챔피언 실력자                      | 배성우 음치 수염 모델                                            |
| 16   | 2017년 6월 15일 | 황치열                   | 김상혁, 박준형, 이상민, 채연, 신동, 장도연, 강남                         | 맹지나 조권 친구 작가                       | 임신택 너목보에 착륙한 실력자 승무원      | 안예원 음치 비키니 모델                        | 이희원 옥* 음치 텔레마케터                           | 이웅열 치열하게 사는 실력자 쌀국수집 알바생         | 김연대 황치열을 꿈꾸는 실력자 대리기사                           |
| 17   | 2017년 6월 22일 | 윤도현                   | 김상혁, 박준형, 이상민, 김정근, 정가은, 신동, 장도연, G2                 | 박진훈 실력자 춘천 횟집 사장님              | 안중재 김광석 노래부르기 심사위원 실력자  | 범상길 태양의 서커스에 스카우트된 음치         | 손해리 프로 골퍼를 꿈꿨던 음치 캐디                  | 이푸른산하 & 서지우 버스킹하다 눈 맞은 200일째 커플 | 박민주 실력자 무형문화재 이수자                                  |
| 18   | 2017년 6월 29일 | 클론                     | 김상혁, 박미경, 박준형, 홍록기, 이상민, 신동, 장도연, 김소희             | 허성정 한림예고 전설의 보컬                 | 이희주 노래하는 키즈카페 쥬쥬언니         | 김미옥 대한축구협회 경기 감독관 음치           | 능인스님 & 손진영 & 김민규 음치 미용실 안 가는 세 분 | 염유리 예술의 전당에서 노래한 대전 임수정           | 하완영 & 남산 중국을 접수한 음치 비보이와 세계 댄스대회 1위      |

| 다양한 장르와 퍼포먼스 | 재조명 스타 | 나얼 연대기 | 너목보 반칙왕 | 너목보 레전드 |
| MC가 뽑은 너목보 랭킹 & 하이라이트 | MC가 뽑은 너목보 랭킹 & 하이라이트 | MC가 뽑은 너목보 랭킹 & 하이라이트 | MC가 뽑은 너목보 랭킹 & 하이라이트 | MC가 뽑은 너목보 랭킹 & 하이라이트 |
| --- | --- | --- | --- | --- |
| 1위 – 이윤아 (성대에 한 맺힌 사과 아가씨) 2위 – 정재민 (노라조 뮤직비디오 주인공 실력자) 3위 – 김준수 (인간문화재 수제자 속사포 JS) 4위 – 유엔젤 보이스 (앙드레김이 선택한 엘레강스돌) 5위 – 메이트리 (세계 합창 대회 금메달리스트) | 1위 – 박준영 (괌 지르는 민박집 주인장) 2위 – 김경현 (전설의 노래방 18번 가수) 3위 – 소울스타 (보이즈 투맨이 극찬한 보이즈 쓰리맨) 4위 – 김용진 (볶음밥 3년차 올드보이스) 5위 – 쿤타 (자메이카에서 온 밥 멀리) | 1대 – 방성우 (울산 나얼) 2대 – 권민제 (울산 나얼 저격수) 3대 – 김민석 (세 번째 나얼) 4대 – 신현우 (춤추는 나얼) 7대 – 박영우 (13년간의 수행을 마친 나올 선생) 8대 – 오동원 (군 입대 일주일 전 나얼) | 1위 – 이선빈 (OCN 38사기동대 서인국의 그녀) 2위 – 김민규 (노래 좀 하는 시그널 황의경) 3위 – 임신택 (너목보에 착륙한 실력자 승무원) 4위 – 방세진 (강북 서지원) 5위 – 김예린 (보컬 트레이너가 반한 미스코리아 실력자) | 1위 – 황치열 (아이돌 보컬 트레이너) 2위 – 전상근 (응답하라 삼천포) 3위 – 김청일 (고음도사) 4위 – 최진호 (인도에서 온 버스커) 5위 – 문하늘 (만병통치 보이스 서울대 의대성) 6위 – 김준휘 / 김기태 (압구정 허도사) / (도수 높은 허스키 33년산) 7위 – 전태호 (실력자 반도체 엔지니어) 8위 – 이웅열 (치열하게 사는 실력자 쌀국수집 알바생) |
| 스페셜 무대 | | | | |
| 공연자: 이윤아 노래: 차지연 – 살다 보면 (뮤지컬 '서편제' OST) | 공연자: 김경현 & 박준영 노래: 주니퍼 – 하늘 끝에서 흘린 눈물 / 더 크로스 – Don't Cry | 없음 | 공연자: 김예린 & 김민규 노래: 서인국 & 정은지 – All For You | 공연자: 이웅열 & 김준휘 노래: 들국화 – 그것만이 내 세상 |
| 공연자: 이윤아 노래: 차지연 – 살다 보면 (뮤지컬 '서편제' OST) | 공연자: 김경현 & 박준영 노래: 주니퍼 – 하늘 끝에서 흘린 눈물 / 더 크로스 – Don't Cry | 없음 | 공연자: 김예린 & 김민규 노래: 서인국 & 정은지 – All For You | 공연자: 최진호 & 이규라 (아시나요? 2호선 미친개) 노래: 글렌 핸사드 & 마르케타 이르글로바 – Falling Slowly |

### 시즌 5
실력자
    음치
| 회차 | 방송일          | 초대연예인                                       | 음치수사대                                                                | 라운드별 탈락자 및 최후의 1인                             | 라운드별 탈락자 및 최후의 1인                         | 라운드별 탈락자 및 최후의 1인                        | 라운드별 탈락자 및 최후의 1인                      | 라운드별 탈락자 및 최후의 1인                      | 라운드별 탈락자 및 최후의 1인                                    |
| 회차 | 방송일          | 초대연예인                                       | 음치수사대                                                                | 가수의 비주얼                                             | 가수의 립싱크                                         | 가수의 립싱크                                        | 가수의 증거                                        | 가수의 증거                                        | 최후의 1인                                                       |
| ---- | --------------- | ------------------------------------------------ | ------------------------------------------------------------------------- | --------------------------------------------------------- | ----------------------------------------------------- | ---------------------------------------------------- | -------------------------------------------------- | -------------------------------------------------- | ---------------------------------------------------------------- |
| 1    | 2018년 1월 26일 | 블락비                                           | 김상혁, 박준형, 이상민, 신동, 장도연, 마이크로닷, 김민석, 한현민          | 아타나스 파스칼 레프 너목보로 가수 데뷔한 불가리아 황치열 | 버나드 쿼 말레이시아 너목보 최고 시청률 찍은 바리스타 | 셰피 프란시스코 필리핀 너목보 초대가수를 울린 행사퀸 | 존 리 다즈 인도네시아 너목보 한국계 실력자 '존 리' | 밀카 타타레바 루마니아 너목보 2회 우승자           | 싸사판 태국 너목보 비운의 연습생 S양                             |
| 2    | 2018년 2월 2일  | 백지영, 김소희, 길구봉구, 공민지, 유성은, 송유빈 | 김상혁, 박준형, 이상민, 신동, 마이크로닷, 김지숙, 정가은, 전상근          | 이동현 연남동 핫플레이스 실력자 알바생                    | 박보성 2개월 차 뷰티 유튜버 음치                      | 최신혜 좀 짧은 음치 모델 장윤주                      | 데이비드 리 음대 출신 분데스리가팀 닥터            | 정소영 내 귀에 소름! 구미 학원 강사                | 지예송 & 노아 백지영에게 인정받고 싶은 길구짧구                  |
| 3    | 2018년 2월 16일 | 워너원                                           | 김상혁, 박준형, 이상민, 신동, 장도연, 박슬기, EXP EDITION, 김주희, 케이시 | 토우픽 방글라데시 대사관 직원의 장남                      | 왕지현 걸그룹 준비하다 포기한 음치                    | 김루아 & 고영빈 마술사 미녀 보조와 비트박스 챔피언   | 윤지영 연대 보아                                   | 박채은 힐링보이스 제약공장 실력자                  | 성창용 & 성유용 형 따라왔다 동반 출연한 음치 형제                |
| 4    | 2018년 2월 23일 | 레드벨벳 (조이 제외)                             | 김상혁, 박준형, 이상민, 장도연, 신동, 김동현, 고장환. 자이로              | 전예임 레드벨벳이 되고 싶은 재일교포 3세                  | 로라 에밋 세계 4대 뮤지컬의 주인공                    | 지동국 노래하는 공사장의 유령                        | 송한희 & 볼리 예리 절친과 친구의 친구              | 한서준 꽃미남 네일숍 음치 직원                     | 최영원 카사노바에게 복수하러 나온 음치                           |
| 5    | 2018년 3월 2일  | 유빈, JB, 우영, 원필, 백아연                     | 김상혁, 박준형, 이상민, 신동, 권혁수, 박슬기, 이하린                      | 한예슬 래퍼 남편이 추천한 주부 실력자                     | 김경환 단역배우 음치 김무명                           | 채봉원 주지훈이 되고 싶은 음치                       | 장보람 고시생 줄 세우는 신림동 커피요정 실력자     | 임채언 가수가 꿈이었던 JYP 주차장 관리자           | 라인승 기환이를 닮은 음치 형                                     |
| 6    | 2018년 3월 9일  | UV                                               | 김상혁, 박준형, 이상민, 신동, 김흥국, 박정아, 김영희, 이정석              | 박세은 로스쿨 졸업반 음치                                 | 박두한 골뱅이가 일품인 노래하는 실내포차 주인장       | 김민수 너목보에서 일하고 싶은 음치 카메라감독        | 임채건 기동률 뮤비 의상감독 음치                   | 홍혜랑 & 최보윤 음치 수학 천재와 립싱크 천재       | 손성호 & 이인호 & 김동석 쿨하지 못해 미안한 실력자 조한이형과 UV |
| 7    | 2018년 3월 16일 | 마마무                                           | 김상혁, 박준형, 이상민, 장도연, 신동, 김정근, 고장환, 유아, 제업          | 아나스타샤 서울대 정치외교학과 음치                       | 강효준 실력자 건설현장 식당 알바생                    | 이동하 만능 집수리기사 실력자                        | 이기택 & 정구영 우린 is 음치 둘                    | 강은영 & 서민경 & 김예원 걸그룹이 될 뻔한 빅마마무 | 정은주 실력자 레슬링 선수                                        |
| 8    | 2018년 3월 23일 | 조정치 & 정인                                    | 김상혁, 박준형, 이상민, 신동, 나르샤, 자이언트핑크, 박재정, 노지선        | 신경식 수영선수 출신 노래하는 돌고래                      | 최한울 신내림 받은 연습생 출신 무속인                 | 홍유진 울산 H마트 24세 신입사원 실력자               | 가능동 밴드 음악노예 되고 싶은 의정부 신치림       | 기성 앤더슨 김영철 음치 영어 선생님                | 이민송 & 양혜인 호남선 타고 온 음치 남과 여                      |
| 9    | 2018년 3월 30일 | 동방신기                                         | 김상혁, 박준형, 이상민, 신동, 유호석, 알베르토 몬디, 김소희, 이윤아       | 김진우 서울대 출신 대기업 실력자                          | 김주리 최장시간 노래로 기네스북에 오른 국악 실력자    | 미카 니베로 보령 머드축제 홍보대사 음치              | 안용준 & 권선희 언변의 달인! 보험왕과 리포터       | 박진 & 윤석찬 홍대 유노윤호와 봉천동 최강창민      | 방학현 노래 빼고 다 하는 음치 음악 프로듀서                      |
| 10   | 2018년 4월 6일  | 하동균 & 휘성                                    | 김상혁, 박준형, 이상민, 신동, 장도연, 박지헌, 김민규, 이든                | 오영미 클럽에 출근도장 찍는 음치                          | 전성민 & 강명현 & 오석 세명의 실력자 부러운 아이들    | 성스찬 & 정구형 우리가 음치라도 울지마 바보야        | 임찬우 YG연습생 출신 하동균                        | 지인 대세 걸그룹 원년 멤버                         | 윤지영 황치열의 고교 동창 음치                                   |
| 11   | 2018년 4월 13일 | 뉴이스트W                                        | 김상혁, 박준형, 이상민, 신동, 장도연, 임진모, 장문복, 정사강              | 주대건 보컬그룹 출신 근육 발라더                          | 유성녀 유학파 이태리 돌고래                           | 유한결 디테일한 실력자 타투디자이너                  | 최요엘 & 카슨 영어 1등급과 9등급 음치              | 임준혁 내 안에 20명 있다! 다중이 보이스            | 상윤도 어머니를 위해 나온 음치 인력거꾼                          |
| 12   | 2018년 4월 20일 | 김종서, 김태원, 김경호, 박완규                   | 김상혁, 박준형, 이상민, 신동, 이국주, 한희준, 장문복, 유아, 방세진        | 이현우 실력자 법무장교                                    | 김추리 각설이 연극 품바 여신                          | 유민아 음치 메이크업 아티스트                        | 왕한얼 & 왕한솜 6살 차이나는 실력자 남매           | 한섬희 칼자루를 든 분노의 샤우터                   | 홍석원 & 김희동 김태원과 같은 미용실 다니는 음치                 |

| 이 캐릭터 실화? 너목보 반칙왕 | 너목보의 미친 섭외력 | 너목보의 대단한 미생들 | 초대가수 맞춤형 미스터리 싱어 | 꽃길만 걸어요! 눈물샘 베스트 |
| MC가 뽑은 너목보 랭킹 & 하이라이트 | MC가 뽑은 너목보 랭킹 & 하이라이트 | MC가 뽑은 너목보 랭킹 & 하이라이트 | MC가 뽑은 너목보 랭킹 & 하이라이트 | MC가 뽑은 너목보 랭킹 & 하이라이트 |
| --- | --- | --- | --- | --- |
| 1위 – 데이비드 리 음대 출신 분데스리가팀 닥터 2위 – 문하늘 만병통치 보이스 서울대 의대성 3위 – 김진우 서울대 출신 대기업 실력자 4위 – 박예니 하버드 연기과 실력자 5위 – 윤지영 연대 보아 | 1위 – 김기환 우영과 대연동 지붕 위에서 놀았던 2위 – 임채언 가수가 꿈이었던 JYP 주차장 관리자 3위 – 드림걸스 비욘세를 꿈꾸는 투욘세 4위 – 소울스타 보이즈 투맨이 극찬한 보이즈 쓰리맨 5위 – 윤지영 황치열의 고교 동창 음치 | 1위 – 이동하 만능 집수리기사 실력자 2위 – 최영관 수자원공사 신바람 최박사 3위 – 강효준 실력자 건설현장 식당 알바생 4위 – 서보성 노래하겠음~메 서산 소 의사 5위 – 박수호 엠씨 더 잡스 | 1위 – 서채우 꼬마 룰라 실력자 2위 – 강은영 & 서민경 & 김예원 걸그룹이 될 뻔한 빅마마무 3위 – 손성호 & 이인호 & 김동석 쿨하지 못해 미안한 실력자 조한이형과 UV 4위 – 박준희 순천 강타 5위 – 서석진 & 정성철 & 이승유 실력자 양요섭과 아이들 | 1위 – 서항 채무상환 중인 전직 음반제작자 2위 – 전예임 레드벨벳이 되고 싶은 재일교포 3세 3위 – 지동국 노래하는 공사장의 유령 4위 – 김연대 황치열을 꿈꾸는 실력자 대리기사 5위 – 이정석 멕시코에서 데려온 메인작가 히든카드 |
| 스페셜 무대 | | | | |
| 공연자: 윤지영 노래: 헤이즈 – 널 너무 모르고 | 공연자: 임채언 노래: 박효신 – 동경 | 공연자: 이동하 노래: 샘 스미스 – Too Good At Goodbyes | 없음 | 공연자: 지동국 노래: 신용재 – 빌려줄게 |
| 다른 하이라이트 | | | | |
| 스타들의 립싱크 강다니엘, 신동, 장도연, 백지영, 하동균 & 휘성 너목보 최고의 음치 듀엣 편: 현규비 (격투기 음치 라운드 걸), 성창용 & 성유용 (형 따라왔다 동반 출연한 음치 형제) 외국인 음치 편: 기성 앤더슨 (김영철 음치 영어 선생님), 라비 (1학년 2반 국어 2등 음치 콩고왕자), 조엘 (웨슬리 스나입스 음치) 퍼포먼스 편: DJ 한민 (음원수익 1억 음치 작곡가), 범상길 (태양의 서커스에 스카우트된 음치) | | | | |

### 시즌 6
실력자
    음치
| 회차 | 방송일          | 초대연예인                                                   | 음치수사대                                                                 | 라운드별 탈락자 및 최후의 1인                                           | 라운드별 탈락자 및 최후의 1인                        | 라운드별 탈락자 및 최후의 1인                                | 라운드별 탈락자 및 최후의 1인                  | 라운드별 탈락자 및 최후의 1인                    | 라운드별 탈락자 및 최후의 1인                          |
| 회차 | 방송일          | 초대연예인                                                   | 음치수사대                                                                 | 가수의 비주얼                                                           | 가수의 립싱크                                        | 가수의 립싱크                                                | 가수의 증거                                    | 가수의 증거                                      | 최후의 1인                                             |
| ---- | --------------- | ------------------------------------------------------------ | -------------------------------------------------------------------------- | ----------------------------------------------------------------------- | ---------------------------------------------------- | ------------------------------------------------------------ | ---------------------------------------------- | ------------------------------------------------ | ------------------------------------------------------ |
| 1    | 2019년 1월 18일 | 황치열 & 이선빈                                              | 김상혁, 박준형, 이상민, 장도연, 딘딘, 치타, 제이블랙, 김민규               | 임지현 노래 잘하는 미녀 M/V 감독                                        | 김은주 해운대 명물 파도고음 아가씨                   | 박윤호 이선빈 보러 온 39사 기동대 출신 음치                  | 조준 & 조민호 축하영상 160만뷰 기록한 음치     | 픽 춤! 노래! 연기! 다 되는 태국 저스틴 비버      | 서우진 한 번 보면 어찌 잊으오 녹음실 엔지니어          |
| 2    | 2019년 1월 25일 | 케이윌, 소유, 동현, 재희, 유승우, 정세운, 기현, 연정, 백인태 | 김상혁, 박준형, 이상민, 장도연, 딘딘, 장동민, 솔빈, 임채언                 | 김태관 황비홍과 영화 찍은 중국 오디션 스타                              | 김성준 스타쉽 가고 싶은 대학생 유승우                | 장진영 & 정유나 & 김나영 이 안에 음치 있다! 음치 시스터즈    | 이은배 사이다 고음, 사이다 도매 사장님         | 일레인 대한의 음색 화제의 OST 가수               | 신동명 내 집 장만하고 싶은 음치 복싱 선수              |
| 3    | 2019년 2월 1일  | 사이먼 도미닉, 그레이, 로꼬, 코드 쿤스트                     | 김상혁, 박준형, 이상민, 장도연, 딘딘, 돈 스파이크, 이사배, 한담희          | 공탄 고막 테러 음치 드러머                                              | 배해수 화사 못지않은 매력 보이스 여군 하사           | 김태우 & 언터쳐블 도저히 손댈 수 없는 음치 마마손과 아이들   | 윤대웅 미국 유명 TV쇼 출연한 실력자            | 장은홍 너목보에 출근했던 메이크업 아티스트 음치  | 마리아 뉴저지 추석 대잔치 한인 노래자랑 1등            |
| 4    | 2019년 2월 8일  | 코요태                                                       | 김상혁, 박준형, 이상민, 장도연, 딘딘, 천명훈, 장동민, 김진엽               | 강유현 세계적인 뮤지션 MIKA와 듀엣한 파리지엔느                         | 전동현 아이돌 연습생 출신 KCM 조카                   | 강주원 음치 완치율 100% 보장! 미아리 강원장                  | 유동현 노래방 동호회 20년 차 음치 회원         | 이태연 동네 옷가게 여신 사장님 실력자            | 조성현 몸만 튼튼한 유리성대 음치 체대생                |
| 5    | 2019년 2월 15일 | 박정현 & 거미                                                | 김상혁, 박준형, 이상민, 딘딘, 돈 스파이크, 홍윤화, 한초임 (카밀라), 차군재 | 이승준 & 이규형 (하모나이츠) 세계 합창 올림픽 금메달 2관왕 실력자       | 박소영 제2의 조수미 미국 돌고래                      | 이진성 프로포즈하러 나온 방과 후 기타 선생님                 | 차선형 태권도 세계 대회 메달리스트 음치        | 윤지환 행사 MC 되려고 사표 쓴 듀엣가요제 막내 PD | 황지현 2000년대 샴푸 CF 스타 실력자                    |
| 6    | 2019년 2월 22일 | 세븐틴                                                       | 김상혁, 박준형, 이상민, 딘딘, 장동민, 나르샤, 공서영, 장규리, 기성 앤더슨  | 김도훈 & 김대훈 & 고우진 행사 MC와 댄스강사와 시나리오 작가             | 최지연 공포영화 출연한 귀신 배우 음치                | 임도연 & 홍주현 & 이다원 아주 NICE! 너목보 자체제작돌 세분틴 | 정재현 안양의 전설 밤무대 가수                 | 임우정 낮에는 공대생 밤에는 대리운전 기사 실력자 | 최도준 수영선수 출신 얼짱 음치                         |
| 7    | 2019년 3월 1일  | 용감한 홍차(홍경민 & 차태현), 사무엘                         | 김상혁, 이상민, 딘딘, 박미선, 홍경인, 장동민, 나르샤, 김태관               | 나기욱 어린이 모델 출신 고려대 음치                                     | 강대웅 & 지영일 & 박경우 팔도 누비는 전통시장 아이돌 | 김형석 3억 뷰 웹드라마 남자 주인공 실력자                    | 김민욱 주부들의 인기스타 스피닝 강사 K쌤       | 이예지 송도 영어 과외 선생님 음치                | 김윤길 대륙의 TOP4 북경 임재범                         |
| 8    | 2019년 3월 8일  | 다이나믹 듀오, 리듬파워, 핫펠트, 크러쉬, 김선재              | 김상혁, 이상민, 딘딘, 박미선, 김용진, 홍윤화, 한희준, MC그리               | 임지현 1억 스트리밍 히트곡 작곡가                                       | 백나정 라이브 금지령 받은 뮤지컬 배우                | 김한결 꿀성대 호랑이 교관 김 대위                            | 황유진 화장품 모델이 된 경영학과 황 조교       | 강비오 & 노현 철학과 크러쉬와 덮밥집 크러쉬      | 하동연 최자 한번 와주세요! 스테이크 맛집 사장님        |
| 9    | 2019년 3월 15일 | 마마무                                                       | 김상혁, 이상민, 딘딘, 박미선, 장동민, 홍윤화, 황보미, 시아 (핑크판타지)    | 정보영 & 명지현 & 김현경 음치 is 뭔들? 나목보에 스트레스 풀러 온 언니쓰 | 김우정 문체부장관상 받은 국악 심청이                 | 문태연 노래 빼고 다 갖춘 양복점 젠틀맨                       | 강한 배우로 캐스팅됐던 육상선수 음치           | 이강우 동탄 반도체 공장 김경호                   | Ninety one 나로 말할 것 같으면! 중앙아시아 국민 아이돌 |
| 10   | 2019년 3월 22일 | 노사연 & 이무송                                              | 김상혁, 이상민, 딘딘, 배기성, 최지연, 장동민, 나르샤, 홍윤화               | 정은혜 셀카 장인 No 사연! 그냥 음치                                     | 정단 일산 주엽동 전설의 로커                         | 허준석 & 김동현 버스킹 하다 만남! 을지로 쎄시봉              | 천종혁 & 전진연 사는 게 뭔지! 8년 차 부부 음치 | 이성용 간급출동 119! 당진 소방관 음치            | 육소희 간장게장 맛집 라이브 가수                       |
| 11   | 2019년 3월 29일 | 환희 & 린                                                    | 김상혁, 이상민, 딘딘, 박미선, 홍윤화, 이사배, 태일, 이수정                 | '애슐리' 이채원 아이돌이 되고 싶은 뉴욕 팝페라 요정                     | 오지훈 10년 차 미용사 환희                           | 전준호 S전자 반도체 엔지니어 음치                            | 김예진 립싱크로 노래하는 성가대 음치           | 김길중 레전드 록 보컬 4대 천왕                   | 최설아 마포 피자 배달원 실력자                         |
| 12   | 2019년 4월 5일  | 볼빨간사춘기                                                 | 김상혁, 이상민, 딘딘, 박미선, 나르샤, 박상돈, 행주, 이정석                 | 권형준 노래 빵빵 터지는 와이파이맨! 인터넷 설치 기사                    | 나나 성동구에서 온 아침방송 리포터 음치              | 박재현 부산 5대 얼짱 실력자                                  | 장일현 & 박수민 청담동 재즈바 듀오             | 서영주 세계 밴드대회 한국 대표 밴드 보컬         | 한종선 날 따라 해봐요! 다이어트 댄스강사 음치          |

### 시즌 7
실력자
    음치
| 회차 | 방송일          | 초대연예인             | 음치수사대                                                                 | 라운드별 탈락자 및 최후의 1인                                         | 라운드별 탈락자 및 최후의 1인                 | 라운드별 탈락자 및 최후의 1인                                    | 라운드별 탈락자 및 최후의 1인                            | 라운드별 탈락자 및 최후의 1인                            | 라운드별 탈락자 및 최후의 1인                                  |
| 회차 | 방송일          | 초대연예인             | 음치수사대                                                                 | 가수의 비주얼                                                         | 가수의 립싱크                                 | 가수의 립싱크                                                    | 가수의 증거                                              | 가수의 증거                                              | 최후의 1인                                                     |
| ---- | --------------- | ---------------------- | -------------------------------------------------------------------------- | --------------------------------------------------------------------- | --------------------------------------------- | ---------------------------------------------------------------- | -------------------------------------------------------- | -------------------------------------------------------- | -------------------------------------------------------------- |
| 1    | 2020년 1월 17일 | 박중훈                 | 김상혁, 서경석, 허경환, 홍윤화, 딘딘, 이성우, 승희, 차선형                 | 박요섭 노래하는 신방동 통닭집 아저씨                                  | 백영주 자수성가한 미성 천사 대표님            | 허주 콘서트 갔다 스타 된 실력자                                  | 제이먼 메이플 K-POP에 푹 빠진 뉴욕대 음대 교수           | 이종택 홍대 구제샵 빈티지 보이스                         | 황수진 노래만 안 되는 신발 회사 사장님                         |
| 2    | 2020년 1월 24일 | 홍진영                 | 김상혁, 서경석, 허경환, 홍윤화, 딘딘, 김원효, 신지, 윤대웅                 | 김태훈 춤 잘 추는 중국집 음치                                         | 남민정 오빠 위해 너목보 출연한 실력자         | 홍리옌 K패션을 수출하는 동대문 언니                              | 엘라 아프리카에서 온 디바                                | 김성훈 방송국 보인팀 음치 직원                           | 이승현 고3 되기 전 노래하러 온 고딩                            |
| 3    | 2020년 1월 31일 | 슈퍼주니어             | 김상혁, 박준형, 이상민, 홍윤화, 딘딘, 슬리피, 김지숙, 이하린               | 장성일 동해 지키던 해군 출신 실력자                                   | 비다 촬영하다가 신동에게 설렜던 음치          | 서승현 & 전일섭 & 송동우 노래 못해 쏘리 쏘리! 결성 7일차 SSJ     | 김재범 톱스타 액션 대역 음치                             | 신가은 음색 요정 상명대 민효린                           | 박정현 퀸을 꿈꾸는 가요제 킹                                   |
| 4    | 2020년 2월 7일  | 에이핑크               | 김상혁, 박준형, 이상민, 홍윤화, 딘딘, 슬리피, 이국주, 에이톤(임지현)       | 이선혜 노래 1도 없어~ 음치 무용수                                     | 서은영 신곡 홍보하러 나온 기획사 대표님       | 이현우 & 강태헌 & 김두한 & 김인겸 커플 셋, 솔로 하나! 웨딩싱어즈 | 이상화 뉴질랜드 오디션 TOP 10 고음 요리사                | 이윤재 손새은 동료 음치 프로 골퍼                        | 백서율 걸그룹 출신 공인중개사                                  |
| 5    | 2020년 2월 14일 | 라이머 & 안현모        | 김상혁, 박준형, 이상민, 홍윤화, 딘딘, 칸토, 엑시, 그리                     | 나영주 & 나하은 3대째 이어온 음악가 집안의 두 딸들                    | 이상민 & 최병열 노래하는 건달 땡튜버와 구독자 | 정일호 라이머에게 곡 팔러 온 음치 작곡가                         | 박준하 독일에서 온 싱어송라이터                          | 조재환 & 이혜나 너목보가 주선한 음치 한의대생과 한양대생 | 이윤규 법무부 출신 실력자 변호사                               |
| 6    | 2020년 2월 21일 | 소찬휘 & 김현정 & 황보 | 김상혁, 박준형, 이상민, 홍윤화, 딘딘, 성대현, 슬리피, 소희                 | 홍석훈(소울크라이) 차트 역주행 곡의 원곡 가수                         | 셀리 장안평 중고차 판매원 음치                | 박해린 & 황지수 & 진현빈 무대 한 풀러 나온 너목보 샤크라         | 박길영 돼지감자 키우는 정읍 조성모                       | 윤다로 옷 만드는 청담동 음치 테리우스                    | 한만청 고음 치는 배드민턴 코치                                 |
| 7    | 2020년 2월 28일 | 신현준                 | 김상혁, 박준형, 이상민, 홍윤화, 딘딘, 슬리피, 김기리, 이미주               | 정현수 할리 동호회 실력자 회장님                                      | 방훈식 & 이영준 환상의 짝꿍 음치 투다리       | 주하윤 빵은 빵집에서! 빵 터지는 실력자                           | 박준우 숙성회 장인! 선술집 음치 사장님                   | 서자영 성신여대 몽환 여신 실력자                         | 양이레 에펠탑 앞에서 노래하는 프랑스 제니                      |
| 8    | 2020년 3월 6일  | 이현우 & 윤상 & 김현철 | 김상혁, 박준형, 이상민, 홍윤화, 딘딘, 김지현, 슬리피, Kei                  | 강민규 노래 잘해 유명한 모델계 이현우                                 | 권유경 제주 여고생 빌리 아일리시              | 마리아 & 올레나 우리는 베프 음치! 영어쌤과 장학생                | 윤석우 경복궁 옆 돈가스집 김동률                         | 김윤설 심사위원 만나러 온 그때 그 참가자                 | 이주용 & 유지훈 너목보에서 만남 음치 동창! 피아노맨과 카메라맨 |
| 9    | 2020년 3월 13일 | 노사봉 & 노사연        | 김상혁, 이상민, 홍윤화, 딘딘, 성대현, 신지, 정세운, 이장준, 츄             | 권혁준 청담동 레스토랑 음치 지배인                                    | 문세영 음대 전설의 아델                       | 정희숙 군대 간 아들 위해 출연한 로꼬 엄마                        | 이기림 & 이푸름 노래 잘하는 곱창집 꽃사슴 자매           | 성영규 전국 배달! 어디든 찾아가는 고음 버스커            | 한지현 전직 아이돌 재간둥이 센터                               |
| 10   | 2020년 3월 20일 | 신승훈                 | 김상혁, 이상민, 홍윤화, 딘딘, 슬리피, 김기리, 정세운, 로시, 서우진, 박준우 | 안준헌 & 이신재 교수님들의 만남! 범수와 연우                          | 이태희 신승훈이 되고 싶은 일산 박진영         | 고강민 미스터 제주 몸짱 임재범                                   | 김원식 아이돌 꿈꾼 건국대 발라더                         | 박지인 이상형 김종국 만나러 온 음치 중학생               | 이승운 5년 차 광고 대행사 음치 대표님                          |
| 11   | 2020년 3월 27일 | 김민준                 | 김상혁, 이상민, 홍윤화, 딘딘, 신지, 신동, 유빈, 이명훈, 이미주, 김길중     | 이재무 & 이재성 & 정윤호 제2의 김민준을 꿈꾸며 상경한 불협화음 보이즈 | 권지은 커버 영상 200만 뷰 돌파한 노래 요정    | 정우진 왕십리 꽃미남 꾀꼬리 수영 강사                            | 서도균 & 한승민 우승 사냥꾼! 립싱크 장기 연습생과 음악가 | 김성욱 K자동차 실력자 영업 사원                          | 최승현 대학가요제 대상 출신 고깃집 사장님                      |
| 12   | 2020년 4월 3일  | 자우림                 | 김상혁, 이상민, 홍윤화, 딘딘, 신지, 황제성, 슬리피, 설하윤, 허영지, 허송연 | 장재욱 & 이갑용 스물다섯, 서른하나! 음치 카페 사장님과 직원           | 김재원 팔뚝 싱크로율 100%! 음치 물리 치료사   | 서재현 장관상 받은 퓨전 국악인                                   | 김병진 액세서리 파는 동대문 폴킴                         | 최주훈 려대 실력자 의대생                                | 김온정 일탈을 꿈꾸는 8년 차 임상병리사                         |

### 시즌 8
| 회차 | 방송일          | 초대연예인        | 음치수사대                                                                                    | 라운드별 탈락자 및 최후의 1인                               | 라운드별 탈락자 및 최후의 1인                                 | 라운드별 탈락자 및 최후의 1인            | 라운드별 탈락자 및 최후의 1인                              | 라운드별 탈락자 및 최후의 1인                       | 라운드별 탈락자 및 최후의 1인                     |
| 회차 | 방송일          | 초대연예인        | 음치수사대                                                                                    | 가수의 비주얼                                               | 가수의 립싱크                                                 | 가수의 립싱크                            | 가수의 증거                                                | 가수의 증거                                         | 최후의 1인                                        |
| ---- | --------------- | ----------------- | --------------------------------------------------------------------------------------------- | ----------------------------------------------------------- | ------------------------------------------------------------- | ---------------------------------------- | ---------------------------------------------------------- | --------------------------------------------------- | ------------------------------------------------- |
| 1    | 2021년 1월 29일 | 비                | 김상혁, 박준형, 이상민, 허경환, 홍윤화, 우영, 나태주, 이미주, 싸이퍼 (현빈, 태그)             | 윤국현 12년 차 음치 헤어디자이너                            | 이가은 사이코지만 괜찮아 OST 가수                             | 인드라 관악산 정기 받은 플루트 부는 스님 | 조윤상 & 임정윤 & 송동철 롤모델 비 보러 온 음치 헬스보이들 | 백지현 미스 유니버스 출신 IT회사 연구원             | 최정철 비 만나러 온 추억의 가수                   |
| 2    | 2021년 2월 5일  | 김수로            | 김상혁, 이상민, 임형준, 허경환, 홍윤화, 우영, 김지숙, 원어스 (이도, 건희)                     | 김성수 & 이호준 신성고 축제 레전드 실력자 듀오              | 박새힘 성북고 꾀꼬리 국어쌤                                   | 박창로 e스포츠 회사 음치 신입사원        | 이충곤 좀비 전문 음치 무명 배우                            | 조승우 노래 불러주는 게스트 하우스 주인장           | 김주영 무대가 그리워 나온 음치 댄서               |
| 3    | 2021년 2월 12일 | 하하 & 별         | 김상혁, 이상민, 박준형, 허경환, 이현이, 홍윤화, 우영, 나태주, 츄                              | 김지훈 & 안현정 둘째 계획 조언 얻으러 온 음치 미용사 부부   | 이인세 대학가요제 대상 받은 의사                              | 위현지 노래로 사람 홀리는 민속촌 구미호  | 이현지 제자들과 노래하는 등촌초 담임쌤                     | 신동재 장관상 받은 목소리! 요가하는 피아노맨        | 이설아 스타트업 음치 신입사원                     |
| 4    | 2021년 2월 19일 | 하동균 & 김필     | 김상혁, 이상민, 허경환, 홍윤화, 우영, 한해, 김지숙, 이미주, 허주                              | 황인혁 전북 키우는 완도 발라더                              | 과시가 이스라엘 & 과시가 이삭 월세 벌러 온 마포구 음치 쌍둥이 | 조다애 영어 가르치는 대구 선우정아       | 송은혜 폴포츠와 듀엣한 팝페라 가수                         | 조태준 '하찌와 TJ' 멤버                             | 이아진 음치 목수                                  |
| 5    | 2021년 2월 26일 | 백지영 & 강다니엘 | 김상혁, 이상민, 허경환, 홍윤화, 우영, 소율, 이미주, 에이스 (준, 동훈)                         | 조찬우 & 장민식 & 박무주 옥탑방 감성 보이스                 | 신디 샌프란시스코 태연                                        | 조혜선 중국 음원 차트 1위 한 실력자      | 서리혜 4남매 키우는 음치 주부                              | 김성완 & 현지혜 강다니엘과 백지영 만나러 온 음치팀  | 홍준호 & 이지우 학업 스트레스 풀러 온 민사고 절친 |
| 6    | 2021년 3월 5일  | 샤이니            | 김상혁, 이상민, 허경환, 홍윤화, 우영, 서동주, 한해, 김지숙, 하성운                            | 오닉키타 가족들과 1인 1닭하고 싶은 오남매 장남              | 박나경 21학번 음색 요정                                       | 소현 세계 1위 무림 고수                  | 이지혜 & 최여원 너목보가 만든 드림걸                       | 정상호 & 최종준 런닝맨 현장 스태프 듀오             | 양지 재즈 보컬                                    |
| 7    | 2021년 3월 12일 | 송가인            | 김상혁, 이상민, 허경환, 홍윤화, 우영, 나태주, 자이언트핑크, 이미주, BAE173 (한결, 유준, 준서) | 이태연 & 최윤진 & 한은비 인생 2막 시작한 전직 걸그룹 멤버들 | 이성제 & 양승민 전직 아이돌 매니저와 영업 사원                | 이영민 가수 꿈 포기 못 한 춘천 테스형    | 최서윤 & 김소연 너목보 맺어준 실력자 듀오                  | 이재원 어린이들의 히어로 음치 배우                  | 방정훈 노래로 140만 뷰 찍은 인테리어 시공업자     |
| 8    | 2021년 3월 19일 | 슈퍼주니어        | 김상혁, 이상민, 허경환, 홍윤화, 우영, 한해, 이미주, 하성운                                    | 김치영 입대 100일 전 실용음악과 학생                        | 강윤정 한양대 음대 여신                                       | 최경호 & 김진혁 & 정유석 삼씨 더 맥스    | 이충훈 음치 재연 배우                                      | 케일라 리 버클리 음대생                             | 이승영 전직 엑소 스타일리스트팀                   |
| 9    | 2021년 3월 26일 | 마마무            | 김상혁, 이상민, 허경환, 홍윤화, 우영, 한해, 김지숙, 아이즈원 (권은비, 최예나), 박창로         | 오준상 노래하는 노원 복지 센터 직원                         | 배지숙 K-POP 커버 댄스팀 음치                                 | 이상아 음치 네일샵 원장님                | 신보경 아이돌 보컬 선생님                                  | 권익환 김수로가 선택한 신인 배우                    | 한동재 태백에서 온 사운드 엔지니어                |
| 10   | 2021년 4월 2일  | 황치열            | 김상혁, 이상민, 허경환, 홍윤화, 우영, 한해, 김지숙, 이미주, 최정철                            | 김대희 화로구이집 김실장                                    | 김원기 서울 패션 위크 선 음치 모델                            | 백세빈 피겨 코치                         | 김재윤 성북구 에이미 와인하우스                            | 이한서 한예종 출신 퓨전 밴드 보컬                   | 김석주 대학로 연극 주연 배우                      |
| 11   | 2021년 4월 9일  | 장혁              | 김상혁, 이상민, 허경환, 홍윤화, 우영, 홍경민, 한해, 이미주, 하성운                            | 윤세나 여성 하드록 밴드 보컬                                | 지애린 신대방 저스틴 비버                                     | 하치환 음치 호텔 직원                    | 김수창 제주도 가위손                                       | 김재오 & 김수빈 & 정성보 & 권산 & 서건영 너목보 god | 권가민 펜트하우스 유진 대역                       |
| 12   | 2021년 4월 16일 | 안재욱            | 김상혁, 이상민, 허경환, 홍윤화, 우영, 한해, 김지숙, 전상근, 이미주, 하성운                    | 강이석 안재욱 만나러 온 그때 그 소년                        | 로랑방 한국에 공연하러 온 프랑스 장발장                       | 정혜선 & 김도연 광고 PD와 선술집 사장님  | 김근수 & 레반쯔엉 양대창집 사장님과 직원                   | 김예은 광고 음악 퀸                                 | 신경우 97년생 송창식                              |

### 시즌 9
| 회차 | 방송일          | 초대연예인                           | 음치수사대                                                                           | 라운드별 탈락자 및 최후의 1인                                                   | 라운드별 탈락자 및 최후의 1인                   | 라운드별 탈락자 및 최후의 1인                                                   | 라운드별 탈락자 및 최후의 1인                   | 라운드별 탈락자 및 최후의 1인                            | 라운드별 탈락자 및 최후의 1인                   |
| 회차 | 방송일          | 초대연예인                           | 음치수사대                                                                           | 가수의 비주얼                                                                   | 가수의 립싱크                                   | 가수의 립싱크                                                                   | 음치의 고백                                     | 음치의 고백                                              | 최후의 1인                                      |
| ---- | --------------- | ------------------------------------ | ------------------------------------------------------------------------------------ | ------------------------------------------------------------------------------- | ----------------------------------------------- | ------------------------------------------------------------------------------- | ----------------------------------------------- | -------------------------------------------------------- | ----------------------------------------------- |
| 1    | 2022년 1월 29일 | 은지원 & 김종민 & 장수원 & 타이거 JK | 김상혁, 장동민, 허경환, 김승현, 김나영, 이현이, 한해, 최예나                         | 이욱진 지원아 나 기억나니? 미스터 리 음치                                       | 나영인 노래는 40대 나이는 20살! 아이스크림 소녀 | 코리아 리 (이선옥) 비엔나 명문 음대 음치 교수                                   | 김양규 공기8 소리2! 노래하는 나그네             | 고현욱 글로벌스타 가르친 보컬 선생님                     | 김연정 연세대 의대 음치                         |
| 2    | 2022년 2월 5일  | 박세리 & 박태환                      | 김상혁, 홍석천, 은지원, 허경환, 김나영, 이현이, 한해, 하성운                         | 김상은 & 김상지 키 빼고 다 닮았네! 현악 소울 듀오                               | 김민성 뮤지컬과 미남 교수님                     | 김선호 태권도 국가대표 출신 음치                                                | 김백근 농사짓는 가락골 전인권                   | 최보배 여고생이 된 아기 상어                             | 이형훈 & 박정현 비즈니스 음치 커플              |
| 3    | 2022년 2월 12일 | 제시 & 모니카                        | 김상혁, 은지원, 허경환, 김나영, 한해, 립제이, 이대휘 (AB6IX), 이채연                 | 사무엘 돌리 미국에서 온 국제학교 음악선생님                                     | 이채미 이태원 스트릿 싱어 파이터                | 김종욱 '독특 크루' 댄서 음치                                                    | 김규리 신사동 레이디 가가?! 가가                | 오현 뼛속부터 뮤지션 집안! 오혁 사촌 형                  | 김도이 액션팀 음치 막내                         |
| 4    | 2022년 2월 19일 | M.O.M (지석진, KCM, 원슈타인)        | 김상혁, 은지원, 허경환, 김나영, 한해, 김수용, 아유미, ENHYPEN (제이, 정원)           | 김태범 유느님이 인정한 <바라만 본다> 가이드 보컬                                | 진주형 고음 불가! 일일연속극 남자 음치          | 안혜수 독일 명문 음대 수석 졸업한 프리마돈나                                    | 심상희 외국물 먹은 원슈타인                     | 유혜지 25만 팔로워 음치 여고생                           | 오태규 & 정찬우 치료해 듀오 치과의사 듀오       |
| 5    | 2022년 2월 26일 | 다비치                               | 김상혁, 은지원, 허경환, 김나영, 한해, 태일 (블락비), 윤지성, 이은지                  | 황진선 사극 전문 OST 가수                                                       | 이야누 & 트루디 영국과 미국에서 온 글로벌 디바  | 유예진 & 홍지혜 & 권예린 전원이 메인 보컬! 다비치 트리오                        | 박한결 마샬아츠 아시아 챔피언                   | 정진혁 S전자 반도체 고음                                 | 김도환 왁킹 댄서                                |
| 6    | 2022년 3월 5일  | The Blue                             | 김상혁, 은지원, 허경환, 김나영, 한해, 스테파니, 조준호, 스트레이 키즈 (리노, 승민)   | 우현민 노래하는 피카소                                                          | 하은택 & 허준 음치 메이커와 음치 매니저         | 김경민 & 노동림 & 박신희 재즈 소울로 뭉친 스윙걸즈                              | 김태현 & 김다혜 음치 댄서 남편과 보컬 강사 아내 | 김건우 군입대 미룬 음치 대학생                           | 이현송 낮에는 요리사 밤에는 밴드 보컬           |
| 7    | 2022년 3월 12일 | 김조한 & 이석훈 & 김재환             | 김상혁, 은지원, 허경환, 김나영, 한해, 황수경, 김동혁 (iKON), 트레저 (최현석, 방예담) | 윤명희 & 김용주 & 송상운 예대 끼쟁이들과 공대 가요제 탑이 몽쳤다! MZ세대 솔리드 | 김창연 가수 되고픈 막창집 프린스                | 이칠성 & 김정아 & 이승현 & 이승민 성량도 유전! 대를 이어 노래하는 성악가 패밀리 | 박지성 & 박지언 연년생 남매 악동뮤지션          | 에디 브라운 스티비원더와 공연한 실력자 피아니스트        | 김리브가 목사님의 추천한 음치                   |
| 8    | 2022년 3월 19일 | 박현빈 & 이윤지                      | 김상혁, 은지원, 허경환, 김나영, 한해, 박슬기, 나태주, 조유리                         | 강한별 엄마 찾아온 아역배우 출신 실력자                                         | 남궁현 보일러 설치하는 제2의 허각               | 남형근 & 한시온 공부, 노래, 키까지 완벽! 서울대 사기캐즈                        | 차민정 음치 쇼호스트                            | 이규재 음치 플루티스트                                   | 권경환 따라따따따! 큰버거송 1등한 초등학교 쌤   |
| 9    | 2022년 3월 26일 | 임창정 & 윤민수                      | 김상혁, 은지원, 허경환, 김나영, 한해, 박군, 벤, 펜타곤 (홍석, 우석)                  | 한유아름 뉴욕에서 온 재즈 뮤지션                                                | 세영 청정 보이스 산골 소녀                      | 홍승기 & 신강민 너의 소울이 보여! 노래를 그래 잘 부르노 마스                    | 김건우 & 조성희 경희대 바이브                   | 배창복 바퀴와 함께 춤을! 성량 페달 밟는 춘천 스피닝 강사 | 오병주 임창정 편 방청 왔던 음치 대학생          |
| 10   | 2022년 4월 2일  | 오마이걸                             | 김상혁, 은지원, 허경환, 김나영, 한해, 럭키, 이은형, 초아                             | 임상우 & 오예린 만난 지 2일 차 대학생                                           | 사라 엘리오 필리핀에서 온 휘트니 휴스턴         | 전소영 목소리가 똑같네! 여자 박효신                                             | 이상훈 미국에서 춤 배우고 온 댄서               | 박환희 오마이걸 보러 온 수지 사촌 동생                   | 김병석 제이슨 므라즈 노래 대회 우승자           |
| 11   | 2022년 4월 9일  | 마마돌 (박정아, 가희)                | 김상혁, 은지원, 허경환, 한해, 배윤정, 나르샤, 하성운                                 | 이현석 & 션리 아이돌과 아이돌 경호원                                            | 김동균 충북 음성 멜로망스                       | 정혜영 & 안도경 어린이집 원장님과 초등학교 방과후 선생님                        | 이현 포크 인생 17년 노래하는 수학쌤             | 김현규 티아라 팬 음치 중학생                             | 김휘은 & 나영주 경력 단절 12년 차 언니는 걸그룹 |
| 12   | 2022년 4월 16일 | 성시경                               | 김상혁, 은지원, 허경환, 한해, 샘 해밍턴, 나윤권, 권은비                              | 황규창 서울대 타악 전공한 음치                                                  | 윤재은 성시경 꿈꾸는 싱어송라이터               | 김유니 장흥 토종 소울 18세 여고생                                               | 이동은 딸이 추천한 라이브 카페 사장님           | 여의주 프리랜서 음치 아나운서                            | 김예성 꾀꼬리 보이스! 뮤직비디오 여주인공       |

### 시즌 10
실력자
    음치
| 회차 | 방송일          | 초대연예인                              | 음치수사대                                                                           | 라운드별 탈락자 및 최후의 1인                        | 라운드별 탈락자 및 최후의 1인                  | 라운드별 탈락자 및 최후의 1인           | 라운드별 탈락자 및 최후의 1인      | 라운드별 탈락자 및 최후의 1인                    | 라운드별 탈락자 및 최후의 1인       | 라운드별 탈락자 및 최후의 1인       |
| 회차 | 방송일          | 초대연예인                              | 음치수사대                                                                           | 가수의 비주얼                                        | 가수의 립싱크                                  | 가수의 립싱크                           | 가수의 증인 (나 너목보 나가 ~)     | 가수의 증인 (나 너목보 나가 ~)                   | 가수의 증인 (나 너목보 나가 ~)      | 최후의 1인                          |
| ---- | --------------- | --------------------------------------- | ------------------------------------------------------------------------------------ | ---------------------------------------------------- | ---------------------------------------------- | --------------------------------------- | ---------------------------------- | ------------------------------------------------ | ----------------------------------- | ----------------------------------- |
| 1    | 2023년 3월 22일 | 신현준, 정준호, 신효범(포탠싱어)        | 박명수, 김상혁, 황치열, 조나단, 드림캐쳐 (지유, 수아), iKON (동혁, 김진환)           | 이승기 고교동창 변호사                               | 축가 부르다 눈 맞은 뮤지컬 부부                | 정준호의 예산 초중고 직속 후배          | 광동성 가요제 금상! 새신랑 김 과장 | 타이페이에서온 일타음악강사                      | 포텐싱어                            | 타이페이에서온 일타음악강사         |
| 2    | 2023년 3월 29일 | 추성훈,모태범, 트루디(포텐싱어)         | 박명수, 김상혁, 황치열, 조나단,아유미,김보름, 빌리 (션, 문수아, 츠키)                | 아빠 때문에 피아노 선택한 늦둥이                     | 학교에서 벌받다가 스타가 된 사장님             | 1992년 핫 한소울 보컬 미스코리아        | 피지컬100 노래100 춘리             | 장미란이 여러모로 인정한 국가대표                | 포텐싱어                            | 장미란이 여러모로 인정한 국가대표   |
| 3    | 2023년 4월 5일  | 이석훈,테이,김경진(포텐싱어)            | 박명수, 김상혁, 황치열, 조나단, 윤태진, EPEX (백승, 금동현), 위아이 (김준서, 강석화) | 작곡자가 된 1호 밀레니엄 베이비                      | 방구석 랜덤 버스커                             | 다음주 훈련소 입소! 노래하는 한의사     | 김포 유역비 '김민아,               | 고음발라버리는 유명배우의 동창 도배사            | 포텐싱어                            | 포텐싱어                            |
| 4    | 2023년 4월 12일 | 김호중,박슬기(포텐싱어),효정(스페셜 MC) | 박명수, 김상혁, 황치열, 조나단, TAN (창선, 재준, 태훈)                               | 훠궈 전문 식당 수타면 퍼포먼스 유세윤                | 박병수를 사랑한 무용수'신서연'                 | 국립 발레단 출신 발레리노 음치 한다니엘 | 하이포(HIGH4)'의 리더 김윤오       | 돌격! 오뚜기 부대 행사가수 국두현                | 포텐싱어                            | 돌격! 오뚜기 부대 행사가수 국두현   |
| 5    | 2023년 4월 19일 | 표창원,권일용,이현이(포텐싱어)          | 박명수, 김상혁, 황치열, 조나단, 시은, 아이사,재찬,종형,이은형                        | 노래로 복수를 꿈꾸는 미스터 글로리                   | 하도영 비서의 이중생활                         | 포텐싱어                                | 화이트 해커로 속인 음치댄서        | <서울구치소 밴드 보컬>로 속인 음치 베이스 연주자 | 너목보 단속 나온 꿀성대 부천 경찰관 | 너목보 단속 나온 꿀성대 부천 경찰관 |
| 6    | 2023년 4월 26일 | 카라(니콜,강지영,허영지),재재(포텐싱어) | 박명수, 김상혁, 황치열, 조나단, 아이브 (가을, 레이),유재환, 민재,헌터,송민경         | 버클리와 에꼴노르말에서 온 음악 떡잎 '장미니&이다현' | 역사가 좋아 한국에온 외국인 한국사 과외 선생님 | 포텐싱어                                | 억대 매출 정육점 대표              | 음치 광고 기획자                                 | 올드팝을 좋아하는 중학교 2학년      | 올드팝을 좋아하는 중학교 2학년      |
| 7    | 2023년 5월 3일  | 박재범,정찬성JK김동욱(포텐싱어)         | 박명수, 김상혁, 황치열, 조나단,제인,뮬, 새나, 시오,김경록,유재환, 홍이삭             | 부산에서 온 차시영                                   |                                                |                                         |                                    |                                                  |                                     | 무역회사 신입사원 박희망찬돌라      |
| 8    | 2023년 5월 10일 | 멜로망스                                | 박명수, 김상혁, 황치열, 조나단                                                       |                                                      |                                                |                                         |                                    |                                                  |                                     |                                     |

## 시청률

### 시즌 1
| 2015년  | 2015년 | 2015년   | 2015년     | 2015년      | 2015년     | 2015년      |
| 총 회차 | 회차   | 방송일   | 엠넷       | 엠넷        | tvN        | tvN         |
| 총 회차 | 회차   | 방송일   | AGB 시청률 | TNmS 시청률 | AGB 시청률 | TNmS 시청률 |
| ------- | ------ | -------- | ---------- | ----------- | ---------- | ----------- |
| 1       | 1      | 2월 26일 | 0.3%       | 0.7%        | 0.9%       | 1.3%        |
| 2       | 2      | 3월 5일  | 0.2%       | 0.7%        | 0.5%       | 1.0%        |
| 3       | 3      | 3월 12일 | 0.6%       | 0.6%        | 0.9%       | 1.0%        |
| 4       | 4      | 3월 19일 | 0.5%       | 0.8%        | 0.4%       | 0.8%        |
| 5       | 5      | 3월 26일 | 0.6%       | 1.1%        | 0.9%       | 1.4%        |
| 6       | 6      | 4월 2일  | 0.6%       | 0.7%        | 1.2%       | 1.3%        |
| 7       | 7      | 4월 9일  | 0.4%       | 0.8%        | 1.5%       | 1.2%        |
| 8       | 8      | 4월 16일 | 0.5%       | 0.9%        | 2.0%       | 1.4%        |
| 9       | 9      | 4월 23일 | 0.4%       | 1.1%        | 1.4%       | 1.4%        |
| 10      | 10     | 4월 30일 | 0.6%       | 0.8%        | 1.5%       | 1.8%        |
| 11      | 11     | 5월 7일  | 0.5%       | 0.6%        | 1.5%       | 1.3%        |
| 12      | 12     | 5월 14일 | 0.5%       | 0.9%        | 0.9%       | 1.1%        |

### 시즌 2
| 2015년  | 2015년 | 2015년    | 2015년     | 2015년      | 2015년     | 2015년      |
| 총 회차 | 회차   | 방송일    | 엠넷       | 엠넷        | tvN        | tvN         |
| 총 회차 | 회차   | 방송일    | AGB 시청률 | TNmS 시청률 | AGB 시청률 | TNmS 시청률 |
| ------- | ------ | --------- | ---------- | ----------- | ---------- | ----------- |
| 13      | 1      | 10월 22일 | 0.6%       | 0.6%        | 1.4%       | 1.2%        |
| 14      | 2      | 10월 29일 | 0.6%       | 0.5%        | 1.5%       | 1.9%        |
| 15      | 3      | 11월 5일  | 0.7%       | 0.7%        | 1.5%       | 1.3%        |
| 16      | 4      | 11월 12일 | 0.7%       | 1.2%        | 2.3%       | 2.1%        |
| 17      | 5      | 11월 19일 | 0.9%       | 0.9%        | 1.6%       | 1.5%        |
| 18      | 6      | 11월 26일 | 0.4%       | 1.1%        | 2.1%       | 1.9%        |
| 19      | 7      | 12월 3일  | 0.5%       | 1.1%        | 2.6%       | 2.1%        |
| 20      | 8      | 12월 10일 | 0.6%       | 1.2%        | 2.7%       | 2.0%        |
| 21      | 9      | 12월 17일 | 0.6%       | 0.8%        | 2.7%       | 1.8%        |
| 22      | 10     | 12월 24일 | 1.0%       | 0.9%        | 2.3%       | 2.0%        |
| 23      | 11     | 12월 31일 | 0.9%       | 0.7%        | 2.2%       | 1.6%        |
| 2016년  |        |           |            |             |            |             |
| 24      | 12     | 1월 7일   | 1.0%       | 1.3%        | 2.7%       | 2.2%        |
| 25      | 13     | 1월 14일  | 1.3%       | 0.9%        | 1.8%       | 2.0%        |
| 26      | 14     | 1월 21일  | 0.6%       | 1.2%        | 3.1%       | 1.8%        |

### 시즌 3
| 2016년  | 2016년 | 2016년   | 2016년     | 2016년      | 2016년     | 2016년      |
| 총 회차 | 회차   | 방송일   | 엠넷       | 엠넷        | tvN        | tvN         |
| 총 회차 | 회차   | 방송일   | AGB 시청률 | TNmS 시청률 | AGB 시청률 | TNmS 시청률 |
| ------- | ------ | -------- | ---------- | ----------- | ---------- | ----------- |
| 27      | 1      | 6월 30일 | 0.7%       | 0.8%        | 2.6%       | 1.7%        |
| 28      | 2      | 7월 7일  | 0.6%       | 0.8%        | 2.1%       | 1.7%        |
| 29      | 3      | 7월 14일 | 0.5%       | 0.7%        | 1.8%       | 1.4%        |
| 30      | 4      | 7월 21일 | 0.9%       | 0.6%        | 2.3%       | 2.0%        |
| 31      | 5      | 7월 28일 | 0.5%       | 0.8%        | 2.4%       | 1.6%        |
| 32      | 6      | 8월 4일  | 0.7%       | 0.8%        | 1.9%       | 2.0%        |
| 33      | 7      | 8월 11일 | 1.0%       | 0.8%        | 1.9%       | 1.7%        |
| 34      | 8      | 8월 18일 | 0.6%       | 0.8%        | 1.7%       | 1.6%        |
| 35      | 9      | 8월 25일 | 0.4%       | 1.0%        | 2.0%       | 1.9%        |
| 36      | 10     | 9월 1일  | 0.7%       | 1.1%        | 1.9%       | 1.3%        |
| 37      | 11     | 9월 8일  | 0.5%       | 0.7%        | 1.8%       | 1.0%        |
| 38      | 12     | 9월 15일 | 0.6%       | 0.7%        | 2.2%       | 1.2%        |

### 시즌 4
| 2017년  | 2017년 | 2017년   | 2017년     | 2017년      | 2017년     | 2017년      |
| 총 회차 | 회차   | 방송일   | 엠넷       | 엠넷        | tvN        | tvN         |
| 총 회차 | 회차   | 방송일   | AGB 시청률 | TNmS 시청률 | AGB 시청률 | TNmS 시청률 |
| ------- | ------ | -------- | ---------- | ----------- | ---------- | ----------- |
| 39      | 1      | 3월 2일  | 0.6%       | 0.5%        | 2.0%       | 1.5%        |
| 40      | 2      | 3월 9일  | 0.5%       | 0.2%        | 1.5%       | 1.3%        |
| 41      | 3      | 3월 16일 | 0.7%       | 0.5%        | 2.3%       | 1.7%        |
| 42      | 4      | 3월 23일 | 0.5%       | 0.5%        | 1.8%       | 1.2%        |
| 43      | 5      | 3월 30일 | 0.7%       | 0.7%        | 1.8%       | 2.7%        |
| 44      | 6      | 4월 6일  | 0.6%       | 0.6%        | 1.8%       | 1.9%        |
| 45      | 7      | 4월 13일 | 0.4%       | 0.5%        | 1.8%       | 2.4%        |
| 46      | 8      | 4월 20일 | 0.7%       | 0.9%        | 1.9%       | 1.9%        |
| 47      | 9      | 4월 27일 | 0.6%       | 0.7%        | 1.9%       | 2.0%        |
| 48      | 10     | 5월 4일  | 1.0%       | 1.2%        | 2.1%       | 2.3%        |
| 49      | 11     | 5월 11일 | 0.8%       | 0.9%        | 2.4%       | 2.3%        |
| 50      | 12     | 5월 18일 | 0.6%       | 0.4%        | 1.5%       | 1.7%        |
| 51      | 13     | 5월 25일 | 0.5%       | 0.6%        | 1.6%       | 1.7%        |
| 52      | 14     | 6월 1일  | 0.6%       | 0.8%        | 1.8%       | 2.1%        |
| 53      | 15     | 6월 8일  | 0.6%       | 0.7%        | 1.6%       | 1.6%        |
| 54      | 16     | 6월 15일 | 0.6%       | 0.7%        | 2.3%       | 2.0%        |
| 55      | 17     | 6월 22일 | 0.8%       | 0.6%        | 2.1%       | 1.6%        |
| 56      | 18     | 6월 29일 | 0.6%       | 0.7%        | 2.2%       | 2.3%        |
| 57      | 19     | 7월 6일  | 0.7%       | 0.9%        | 2.2%       | 2.3%        |

### 시즌 5
| 2018년  | 2018년 | 2018년   | 2018년     | 2018년      | 2018년     | 2018년      |
| 총 회차 | 회차   | 방송일   | 엠넷       | 엠넷        | tvN        | tvN         |
| 총 회차 | 회차   | 방송일   | AGB 시청률 | TNmS 시청률 | AGB 시청률 | TNmS 시청률 |
| ------- | ------ | -------- | ---------- | ----------- | ---------- | ----------- |
| 58      | 1      | 1월 26일 | 0.8%       | 0.9%        | 2.8%       | 2.8%        |
| 59      | 2      | 2월 2일  | 0.7%       | 0.8%        | 3.0%       | 2.5%        |
| 60      | 3      | 2월 16일 | 1.1%       | 0.8%        | 2.5%       | 2.4%        |
| 61      | 4      | 2월 23일 | 0.3%       | 0.2%        | 1.1%       | 1.3%        |
| 62      | 5      | 3월 2일  | 0.6%       | 0.6%        | 2.5%       | 2.0%        |
| 63      | 6      | 3월 9일  | 0.7%       | 0.7%        | 2.5%       | 2.8%        |
| 64      | 7      | 3월 16일 | 0.7%       | 0.5%        | 2.8%       | 2.8%        |
| 65      | 8      | 3월 23일 | 0.5%       | 0.8%        | 2.8%       | 2.3%        |
| 66      | 9      | 3월 30일 | 0.6%       | 0.6%        | 2.1%       | 2.3%        |
| 67      | 10     | 4월 6일  | 0.6%       | 0.5%        | 2.1%       | 2.0%        |
| 68      | 11     | 4월 13일 | 0.6%       | 0.6%        | 1.9%       | 2.0%        |
| 69      | 12     | 4월 20일 | 0.5%       | 0.6%        | 2.3%       | 2.0%        |
| 70      | 13     | 4월 27일 | 0.5%       | 0.5%        | 1.4%       | 1.4%        |

### 시즌 6
| 71 | 1  | 1월 18일 | 0.7% | 2.805% |
| 72 | 2  | 1월 25일 | 0.9% | 2.526% |
| 73 | 3  | 2월 1일  | 0.6% | 2.448% |
| 74 | 4  | 2월 8일  | 0.6% | 2.927% |
| 75 | 5  | 2월 15일 | 0.8% | 2.975% |
| 76 | 6  | 2월 22일 | 0.6% | 2.413% |
| 77 | 7  | 3월 1일  | 1.0% | 3.265% |
| 78 | 8  | 3월 8일  | 0.5% | 1.878% |
| 79 | 9  | 3월 15일 | 0.6% | 2.245% |
| 80 | 10 | 3월 22일 | 0.8% | 2.514% |
| 81 | 11 | 3월 29일 | 0.5% | 2.252% |
| 82 | 12 | 4월 5일  | 0.6% | 2.392% |
| 83 | 13 | 4월 12일 | 0.5% | 2.206% |

### 시즌 7
| 84 | 1  | 1월 17일 | 0.4% | 2.683% |
| 85 | 2  | 1월 24일 | 0.7% | 2.865% |
| 86 | 3  | 1월 31일 | 0.4% | 1.809% |
| 87 | 4  | 2월 7일  | 0.5% | 1.6%   |
| 88 | 5  | 2월 14일 | 0.4% | 1.822% |
| 89 | 6  | 2월 21일 | 0.5% | 1.2%   |
| 90 | 7  | 2월 28일 | 0.6% | 1.8%   |
| 91 | 8  | 3월 6일  | 0.6% | 1.9%   |
| 92 | 9  | 3월 13일 | 0.7% | 1.8%   |
| 93 | 10 | 3월 20일 | 0.6% | 1.8%   |
| 94 | 11 | 3월 27일 | 0.4% | 1.6%   |
| 95 | 12 | 4월 3일  | 0.4% | 2.065% |

### 시즌 8
| 96  | 1  | 1월 29일 | 0.4% | 2.613% |
| 97  | 2  | 2월 5일  | 0.4% | 2.069% |
| 98  | 3  | 2월 12일 | 0.6% | 2.576% |
| 99  | 4  | 2월 19일 | 0.5% | 2.333% |
| 100 | 5  | 2월 26일 | 0.5% | 2.238% |
| 101 | 6  | 3월 5일  | 0.4% | 1.989% |
| 102 | 7  | 3월 12일 | 0.5% | 2.148% |
| 103 | 8  | 3월 19일 | 0.4% | 1.868% |
| 104 | 9  | 3월 26일 | 0.4% | 1.743% |
| 105 | 10 | 4월 2일  | 0.5% | 1.718% |
| 106 | 11 | 4월 9일  | 0.4% | 1.598% |
| 107 | 12 | 4월 16일 | 0.5% | 1.913% |

### 시즌 9
| 108 | 1  | 1월 29일 | 0.4% | 1.6%   |
| 109 | 2  | 2월 5일  | 0.7% | 2.955% |
| 110 | 3  | 2월 12일 | 0.4% | 2.294% |
| 111 | 4  | 2월 19일 | 0.6% | 2.186% |
| 112 | 5  | 2월 26일 | 0.4% | 1.8%   |
| 113 | 6  | 3월 5일  | 0.3% | 2.0%   |
| 114 | 7  | 3월 12일 | 0.3% | 1.6%   |
| 115 | 8  | 3월 19일 | 0.5% | 2.0%   |
| 116 | 9  | 3월 26일 | —    | 2.118% |
| 117 | 10 | 4월 2일  | —    | 1.796% |
| 118 | 11 | 4월 9일  | 0.3% | 1.744% |
| 119 | 12 | 4월 16일 | 0.3% | 1.982% |

## 판권 수출
중국, 타이, 불가리아, 베트남, 말레이시아, 인도네시아 등 포맷이 정식으로 판매되었다.